# Saint-Antoine (Gers)
Pour les articles homonymes, voir Saint-Antoine.
Saint-Antoine de Pont d'Arratz redirige ici.
Saint-Antoine (nom officiel), ou Saint-Antoine de Pont d'Arratz, st une commune française située dans le nord-est du département du Gers, en région Occitanie. Sur le plan historique et culturel, la commune est dans la Lomagne, une ancienne circonscription de la province de Gascogne ayant titre de vicomté, surnommée « Toscane française ».
Exposée à un climat océanique altéré, elle est drainée par l'Arrats et par divers autres petits cours d'eau. La commune possède un patrimoine naturel remarquable composé d'une zone naturelle d'intérêt écologique, faunistique et floristique.
Saint-Antoine est une commune rurale qui compte 192 habitants en 2022, après avoir connu un pic de population de 509 habitants en 1806. Elle fait partie de l'aire d'attraction d'Agen. Ses habitants sont appelés les Saint-Antonins ou  Saint-Antonines.
Le patrimoine architectural de la commune comprend deux  immeubles protégés au titre des monuments historiques : la commanderie, inscrite en 1972, et l'église Saint-Antoine, inscrite en 2016.

## Géographie

### Localisation
Saint-Antoine est une commune située dans le Brulhois sur l'Arrats, affluent gauche de la Garonne et sur la route nationale 653 entre Lauzerte et Fleurance. C'est une commune limitrophe avec le département de Tarn-et-Garonne.

### Communes limitrophes
Les communes limitrophes sont  Auvillar, Bardigues, Flamarens, Mansonville, Saint-Cirice et Sistels.
| Sistels (Tarn-et-Garonne) | Saint-Cirice (Tarn-et-Garonne) | Auvillar (Tarn-et-Garonne)  |
|                           | Saint-Antoine                  | Bardigues (Tarn-et-Garonne) |
| Flamarens                 | Mansonville (Tarn-et-Garonne)  |                             |

### Géologie et relief
Saint-Antoine se situe en zone de sismicité 1 (sismicité très faible).

### Voies de communication et transports

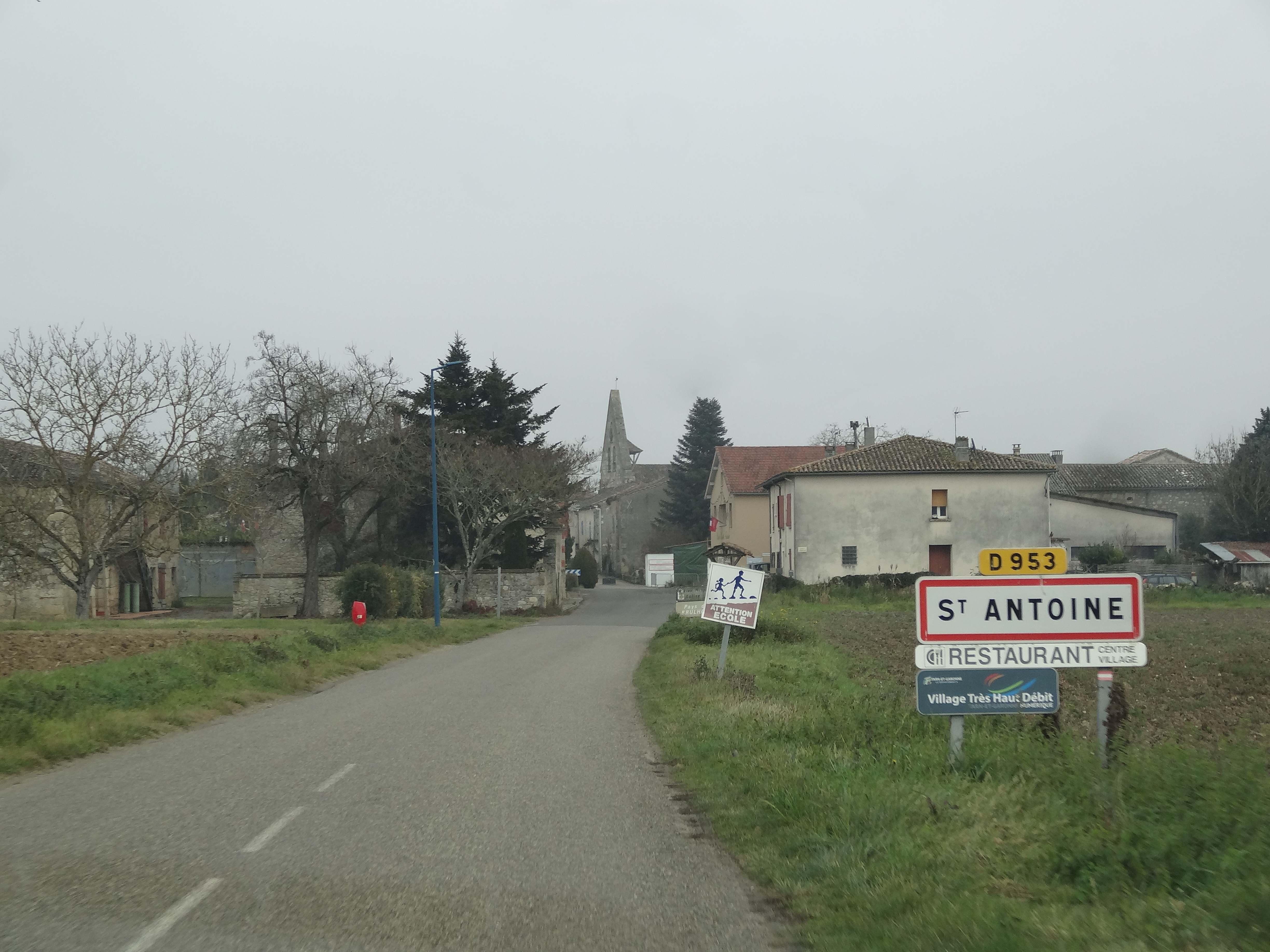
Entrée sud sur la D953.

### Hydrographie
La commune est dans le bassin de la Garonne, au sein du bassin hydrographique Adour-Garonne. Elle est drainée par l'Arrats, le ruisseau de Carpe, le ruisseau de Corneille, le ruisseau des Aiguilles, le ruisseau de Sirech et par divers petits cours d'eau, qui constituent un réseau hydrographique de 15 km de longueur totale,.
L'Arrats, d'une longueur totale de 162,1 km, prend sa source dans la commune de Lannemezan et s'écoule vers le nord. Il traverse la commune et se jette dans la Garonne à Saint-Loup, après avoir traversé 66 communes.

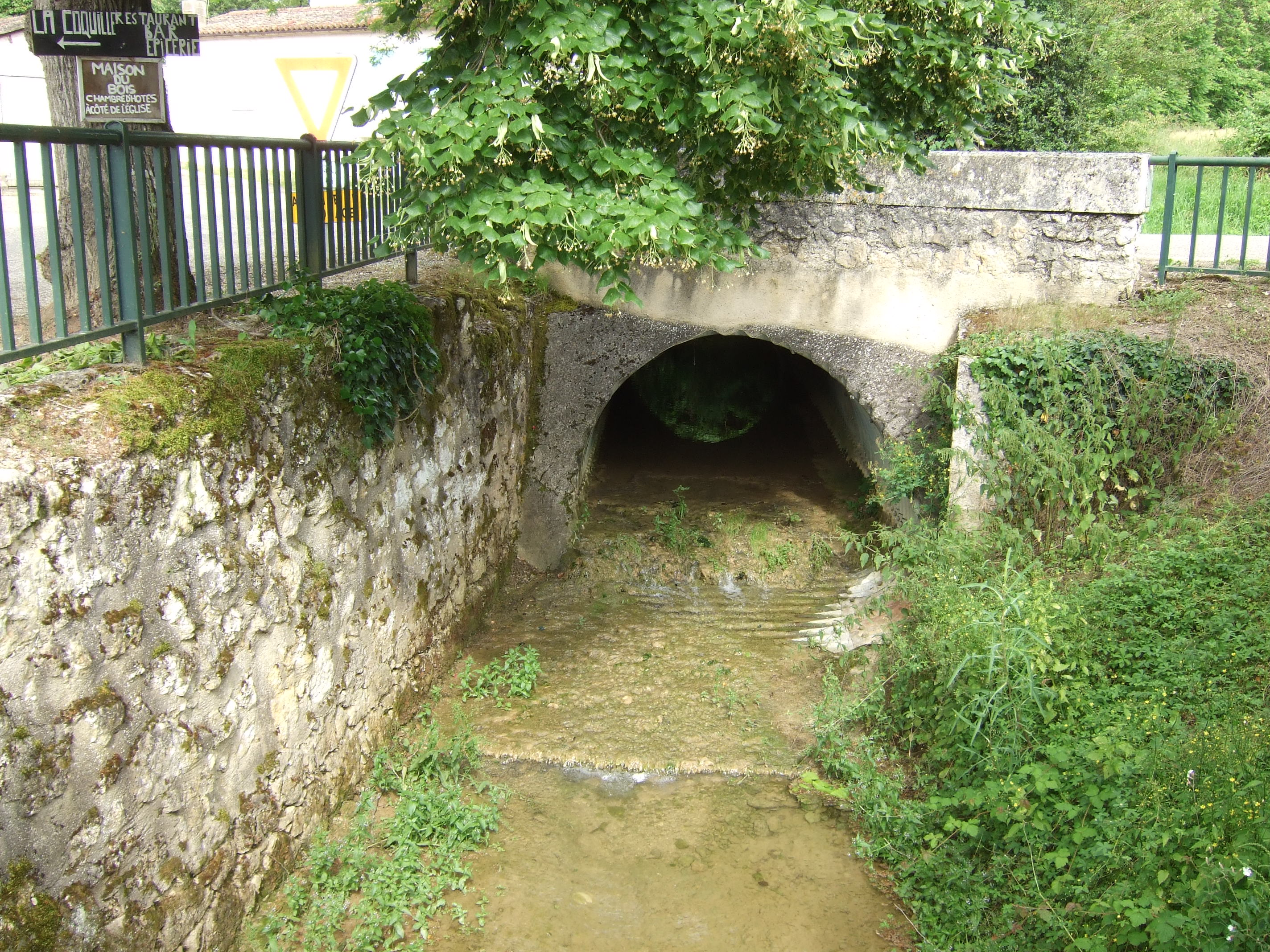
Le ruisseau de Carpe.
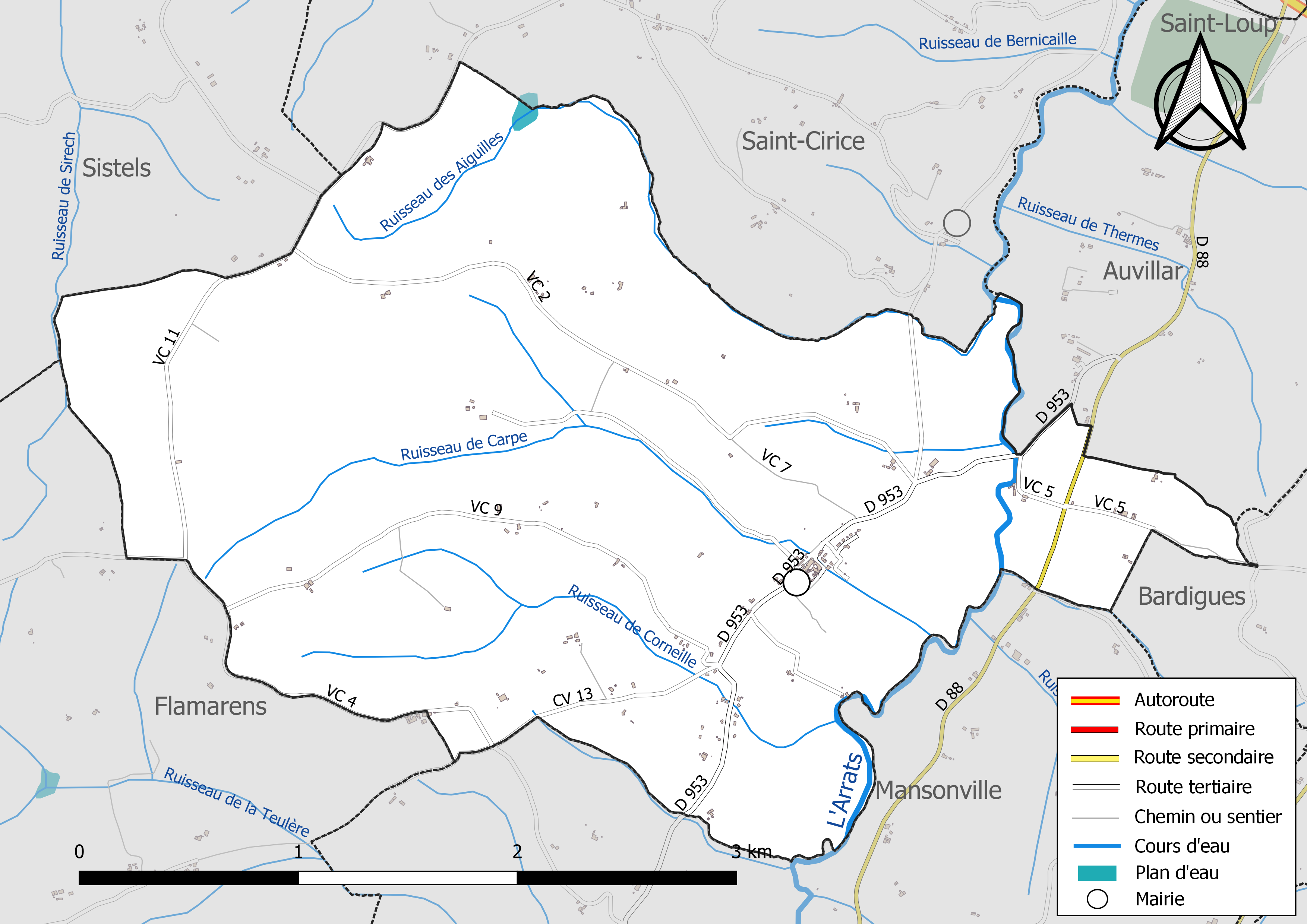
Réseaux hydrographique et routier de Saint-Antoine.

### Climat
Pour des articles plus généraux, voir Climat de l'Occitanie et Climat du Gers.
En 2010, le climat de la commune est de type climat du Bassin du Sud-Ouest, selon une étude s'appuyant sur une série de données couvrant la période 1971-2000. En 2020, Météo-France publie une typologie des climats de la France métropolitaine dans laquelle la commune est exposée à un climat océanique altéré et est dans la région climatique Aquitaine, Gascogne, caractérisée par une pluviométrie abondante au printemps, modérée en automne, un faible ensoleillement au printemps, un été chaud (19,5 °C), des vents faibles, des brouillards fréquents en automne et en hiver et des orages fréquents en été (15 à 20 jours).
Pour la période 1971-2000, la température annuelle moyenne est de 13,1 °C, avec une amplitude thermique annuelle de 15,5 °C. Le cumul annuel moyen de précipitations est de 775 mm, avec 10,1 jours de précipitations en janvier et 6,6 jours en juillet. Pour la période 1991-2020, la température moyenne annuelle observée sur la station météorologique la plus proche, située sur la commune de Valence à 9 km à vol d'oiseau, est de 14,3 °C et le cumul annuel moyen de précipitations est de 747,3 mm,. Pour l'avenir, les paramètres climatiques de la commune estimés pour 2050 selon différents scénarios d'émission de gaz à effet de serre sont consultables sur un site dédié publié par Météo-France en novembre 2022.

### Milieux naturels et biodiversité

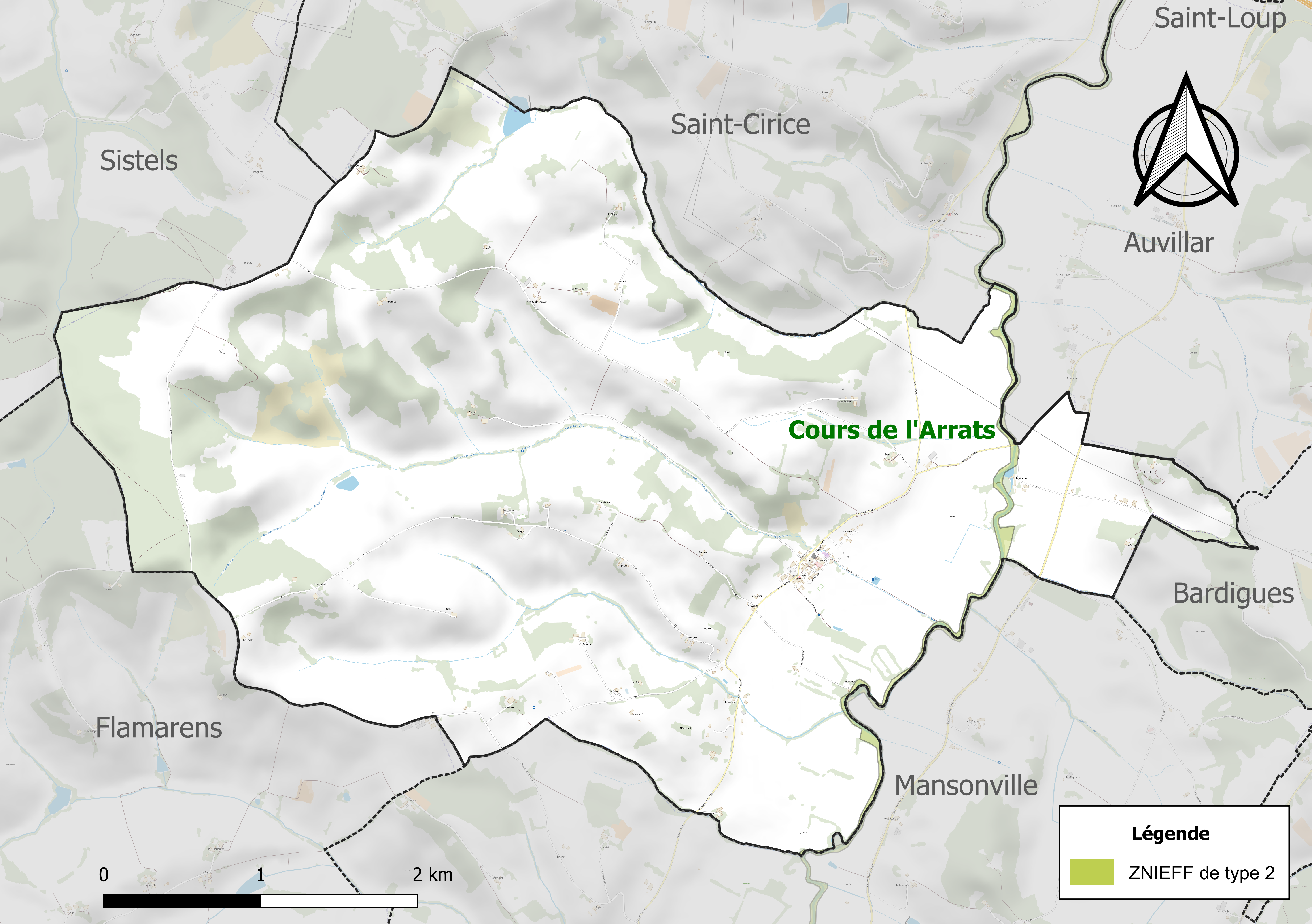
Carte de la ZNIEFF de type 2 localisée sur la commune.

L’inventaire des zones naturelles d'intérêt écologique, faunistique et floristique (ZNIEFF) a pour objectif de réaliser une couverture des zones les plus intéressantes sur le plan écologique, essentiellement dans la perspective d’améliorer la connaissance du patrimoine naturel national et de fournir aux différents décideurs un outil d’aide à la prise en compte de l’environnement dans l’aménagement du territoire.
Une ZNIEFF de type 2 est recensée sur la commune :
le « cours de l'Arrats » (815 ha), couvrant 30 communes dont 22 dans le Gers et huit dans le Tarn-et-Garonne.

## Urbanisme

### Typologie
Au 1er janvier 2024, Saint-Antoine est catégorisée commune rurale à habitat très dispersé, selon la nouvelle grille communale de densité à sept niveaux définie par l'Insee en 2022.
Elle est située hors unité urbaine. Par ailleurs la commune fait partie de l'aire d'attraction d'Agen, dont elle est une commune de la couronne,. Cette aire, qui regroupe 81 communes, est catégorisée dans les aires de 50 000 à moins de 200 000 habitants,.

### Occupation des sols
L'occupation des sols de la commune, telle qu'elle ressort de la base de données européenne d’occupation biophysique des sols Corine Land Cover (CLC), est marquée par l'importance des territoires agricoles (90 % en 2018), une proportion identique à celle de 1990 (90 %). La répartition détaillée en 2018 est la suivante : 
terres arables (82,1 %), forêts (10 %), zones agricoles hétérogènes (8 %). L'évolution de l’occupation des sols de la commune et de ses infrastructures peut être observée sur les différentes représentations cartographiques du territoire : la carte de Cassini (XVIIIe siècle), la carte d'état-major (1820-1866) et les cartes ou photos aériennes de l'IGN pour la période actuelle (1950 à aujourd'hui).

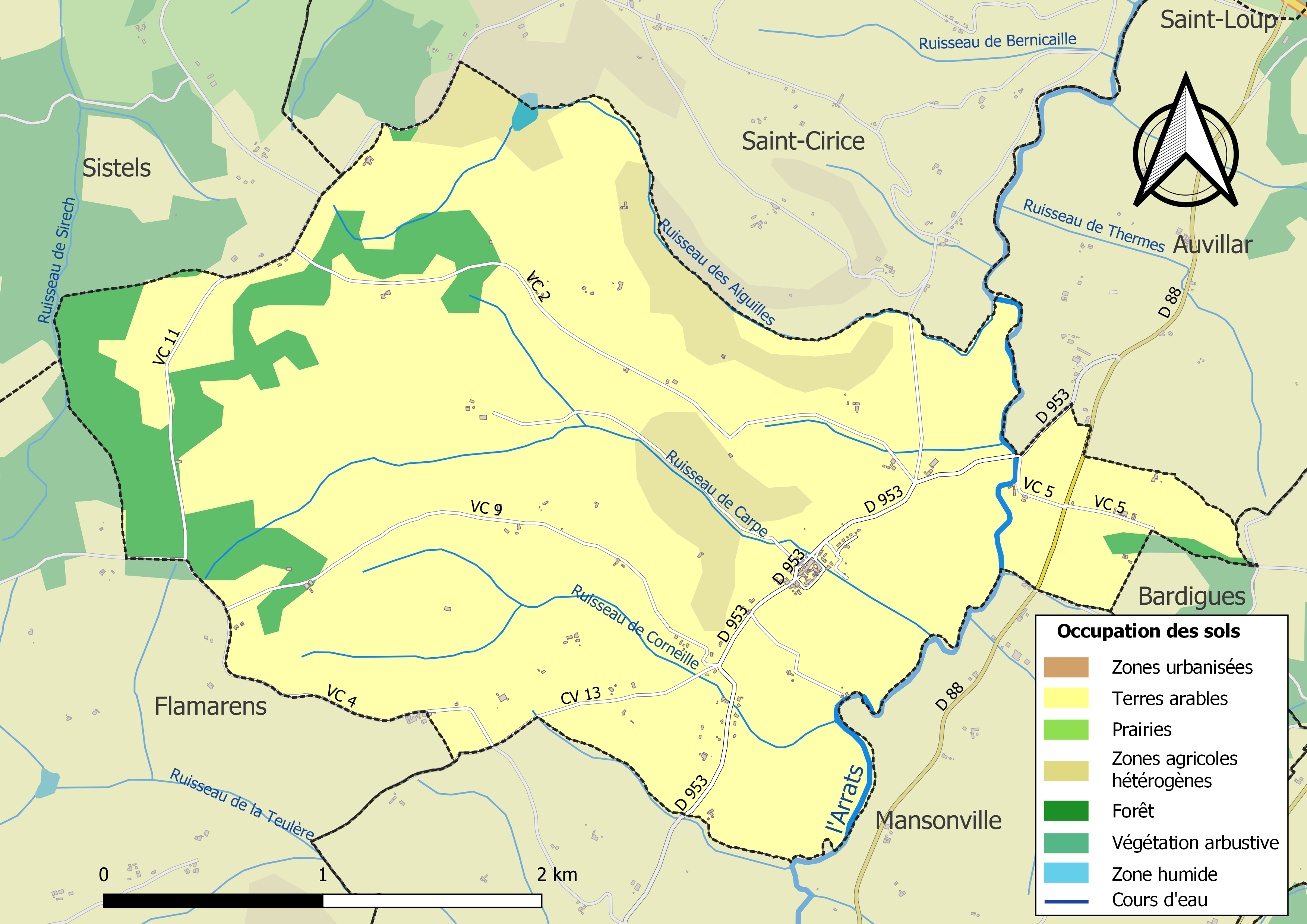
Carte des infrastructures et de l'occupation des sols de la commune en 2018 (CLC).

### Risques majeurs
Le territoire de la commune de Saint-Antoine est vulnérable à différents aléas naturels : météorologiques (tempête, orage, neige, grand froid, canicule ou sécheresse), inondations et séisme (sismicité très faible). Il est également exposé à un risque technologique, et  le risque industriel. Un site publié par le BRGM permet d'évaluer simplement et rapidement les risques d'un bien localisé soit par son adresse soit par le numéro de sa parcelle.

#### Risques naturels
Certaines parties du territoire communal sont susceptibles d’être affectées par le risque d’inondation par débordement de cours d'eau, notamment l'Arrats. La cartographie des zones inondables en ex-Midi-Pyrénées réalisée dans le cadre du XIe Contrat de plan État-région, visant à informer les citoyens et les décideurs sur le risque d’inondation, est accessible sur le site de la DREAL Occitanie. La commune a été reconnue en état de catastrophe naturelle au titre des dommages causés par les inondations et coulées de boue survenues en 1999, 2000, 2008 et 2009,.

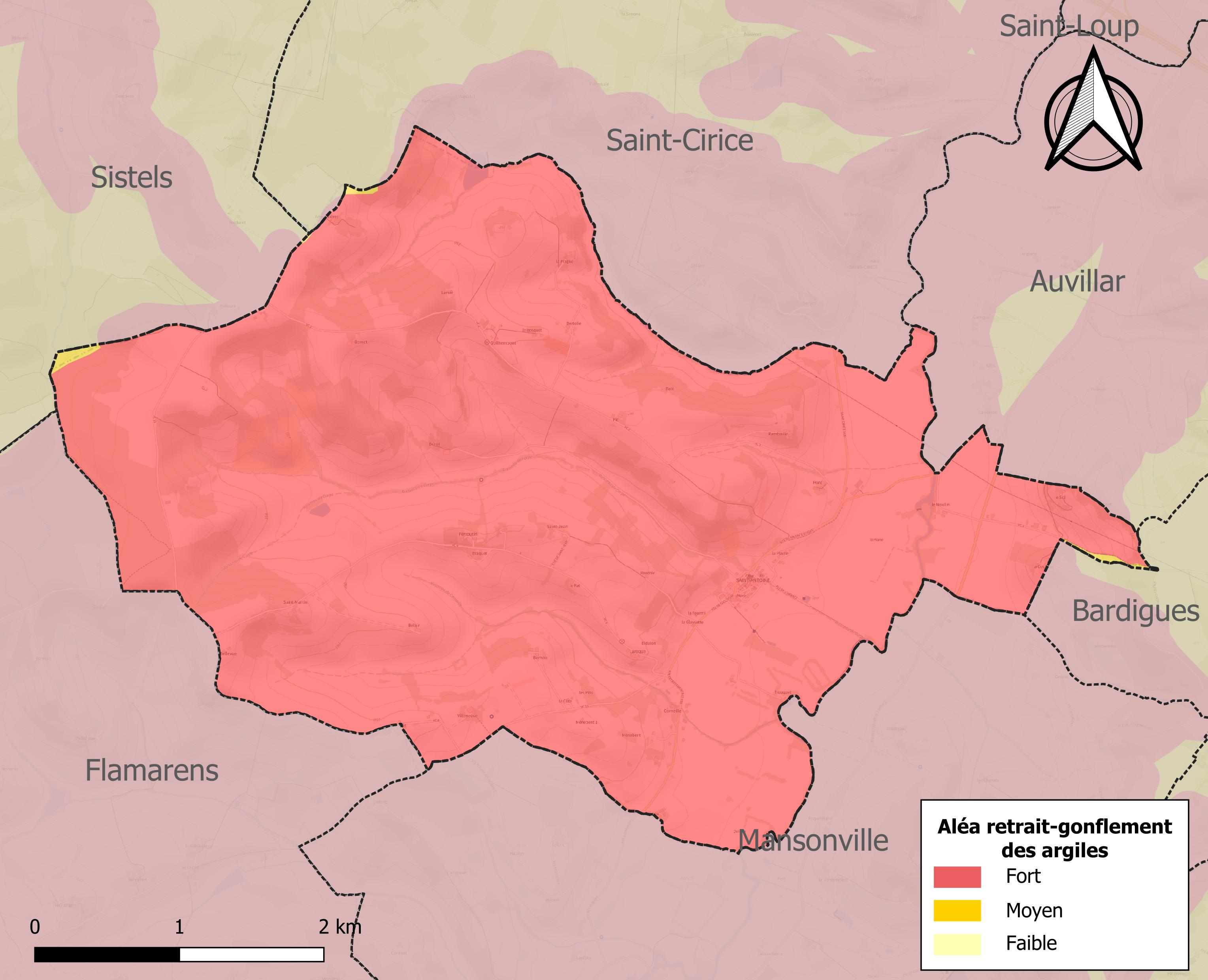
Carte des zones d'aléa retrait-gonflement des sols argileux de Saint-Antoine.

Le retrait-gonflement des sols argileux est susceptible d'engendrer des dommages importants aux bâtiments en cas d’alternance de périodes de sécheresse et de pluie. La totalité de la commune est en aléa moyen ou fort (94,5 % au niveau départemental et 48,5 % au niveau national). Sur les 107 bâtiments dénombrés sur la commune en 2019, 107 sont en aléa moyen ou fort, soit 100 %, à comparer aux 93 % au niveau départemental et 54 % au niveau national. Une cartographie de l'exposition du territoire national au retrait gonflement des sols argileux est disponible sur le site du BRGM,.
Par ailleurs, afin de mieux appréhender le risque d’affaissement de terrain, l'inventaire national des cavités souterraines permet de localiser celles situées sur la commune.
Concernant les mouvements de terrains, la commune a été reconnue en état de catastrophe naturelle au titre des dommages causés par la sécheresse en 1992, 2009 et 2012 et par des mouvements de terrain en 1999.

#### Risques technologiques
La commune est exposée au risque industriel du fait de la présence sur son territoire d'une entreprise soumise à la directive européenne SEVESO.

## Toponymie
Le nom officiel de la commune est Saint-Antoine, confirmé sur les panneaux d'entrées d'agglomération, au niveau de la route départementale 953.
Son nom usuel local est Saint-Antoine-de-Pont-d'Arratz.
En gascon, la commune se nomme Sent Antòni deu Pont d'Arratz.

## Histoire
Saint-Antoine tient son nom des religieux Antonins qui s'y installèrent en 1146 et à la suite d'un legs fait par la veuve de  Gaillard d'Ascort, en 1204, mort en pèlerinage. Ils y vécurent jusqu'en 1777.
De leur hôpital, ils surveillaient le pont et le moulin qu'ils avaient construit sur l'Arratz derrière lequel un pont-barrage, qui a perdu une travée, était emprunté par les pèlerins pour traverser.
Le pèlerinage de Compostelle
Sur la via Podiensis du pèlerinage de Saint-Jacques-de-Compostelle, on vient d'Auvillar ; la prochaine commune est Flamarens et son château.

Le pèlerinage de Compostelle à Saint-Antoine
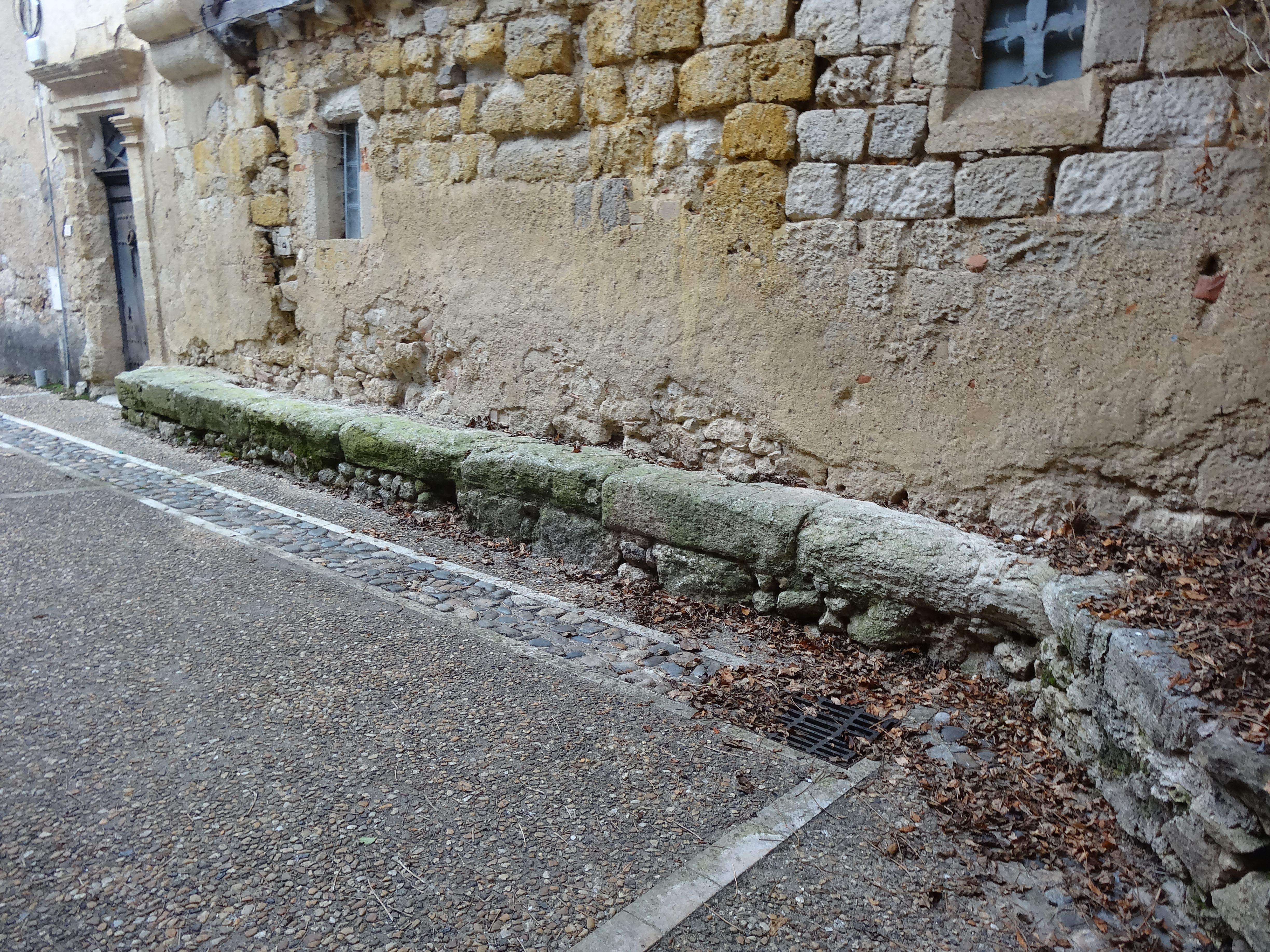
Banc des pèlerins situé près la porte fortifiée nord.
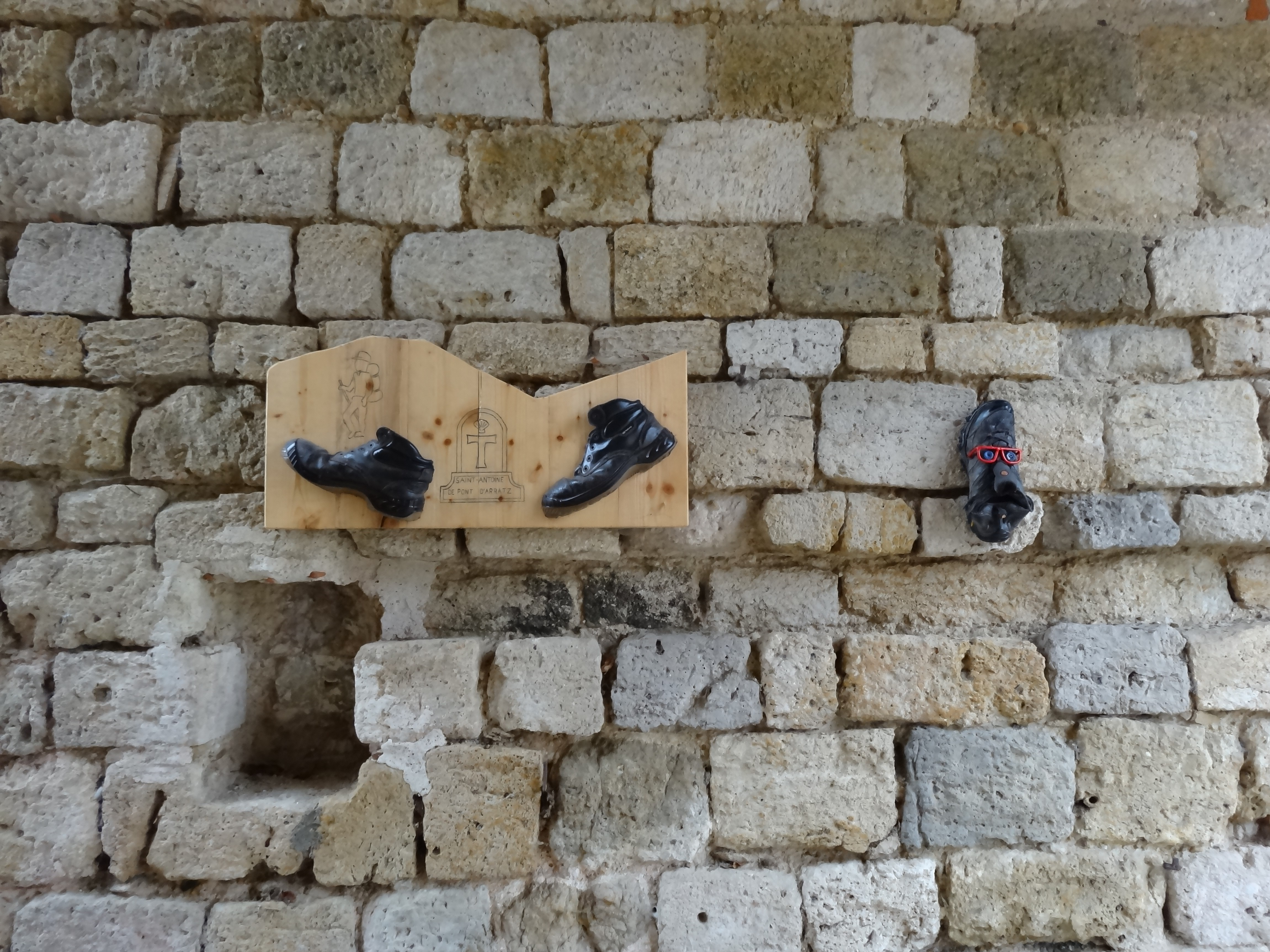
Chaussures de pèlerins placées sous la porte.
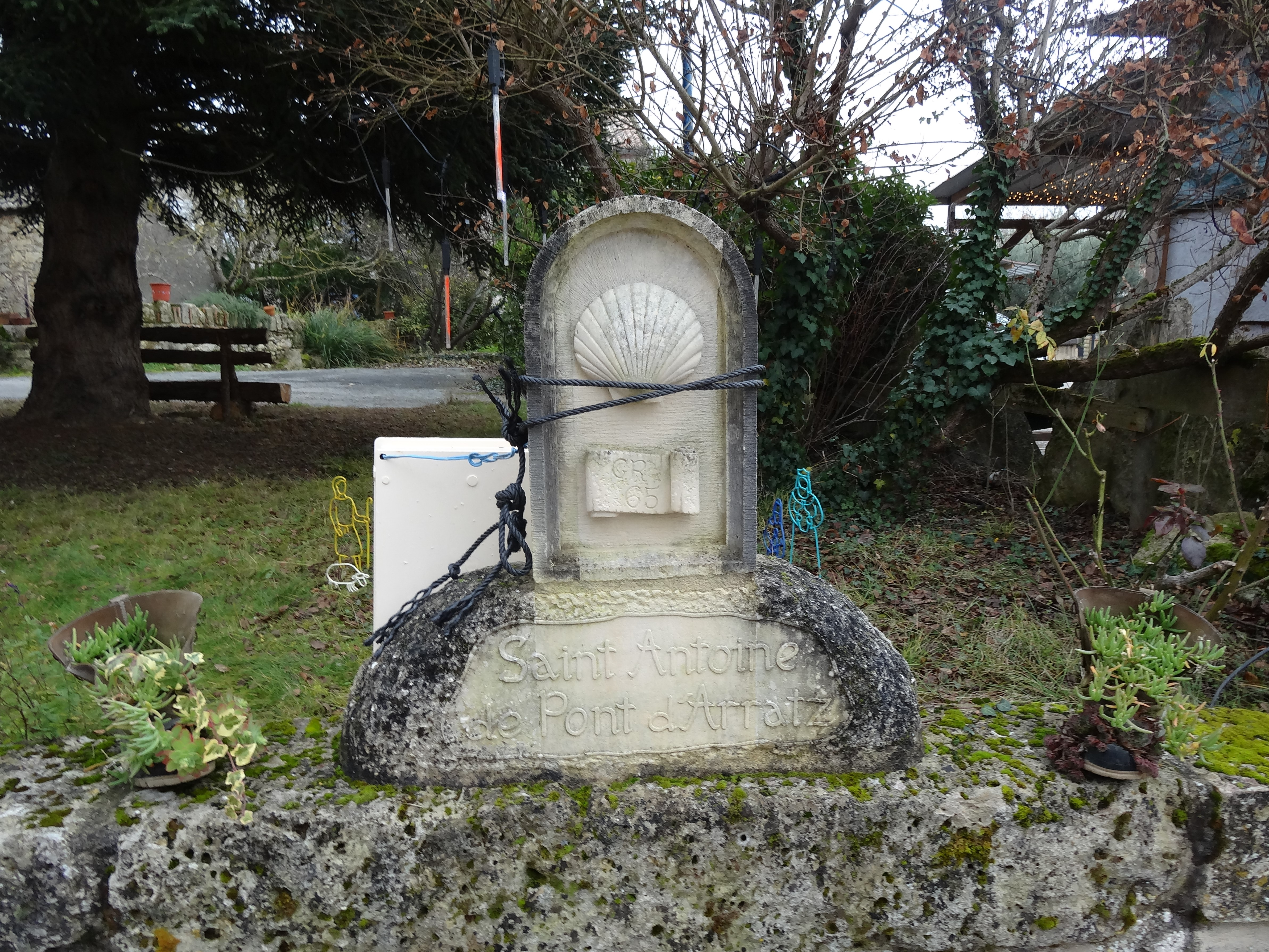
Pierre "coquille" dans le village.

### Les Hospitaliers

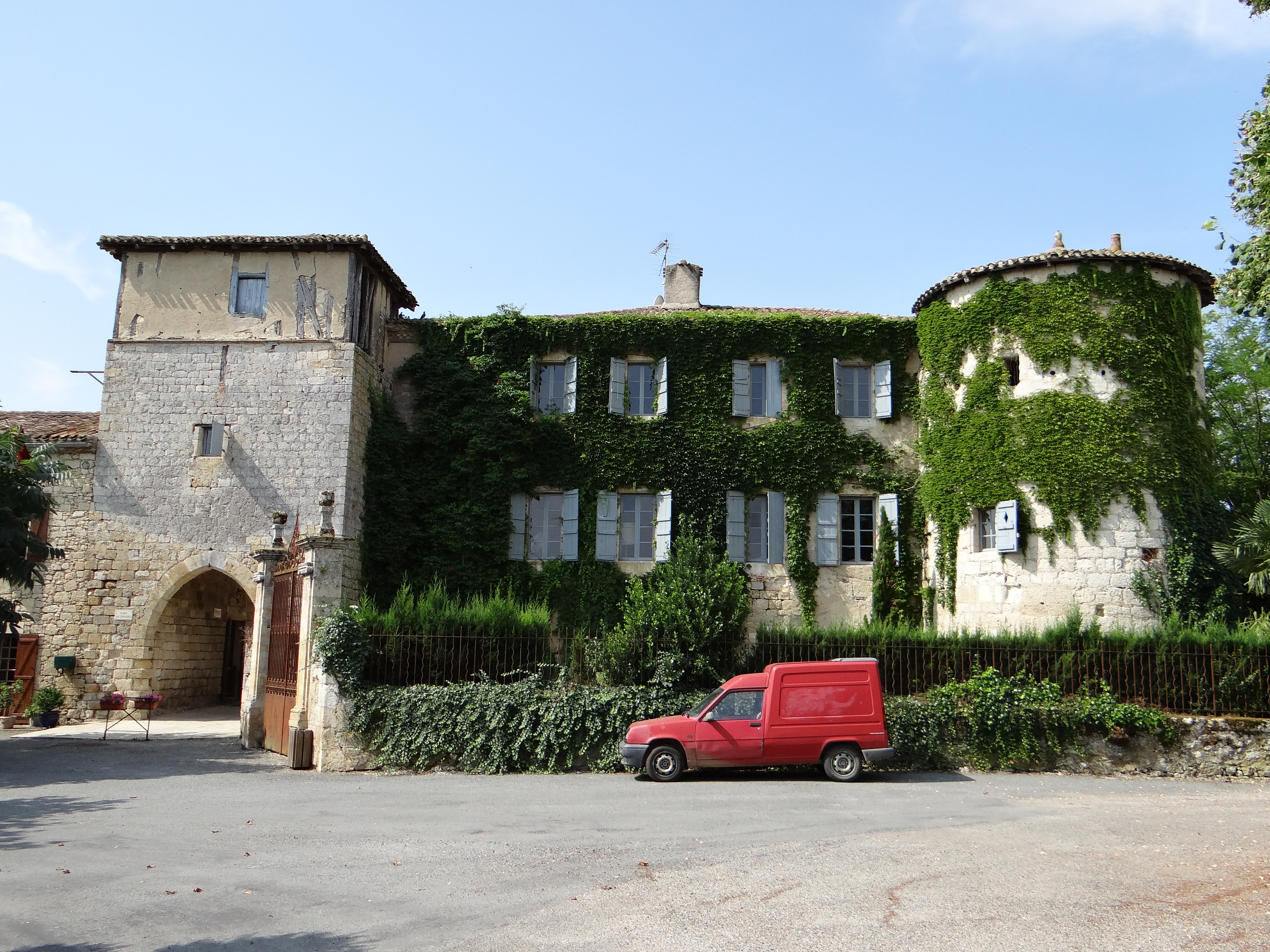
La commanderie de Saint-Antoine.

La commanderie de Saint-Antoine a dû être une des premières annexes dépendant de celle de Toulouse. Elle a été installée sur la route reliant Agen à Lectoure. Un hôpital y est fondé ainsi qu'une chapelle. Le pape Pie VI supprime l'ordre des Antonins en 1776 et transfère ses biens aux Hospitaliers de l'ordre de Saint-Jean de Jérusalem en 1777. Les biens sont saisis à la Révolution et l'hôpital disparaît.

### Enseignement

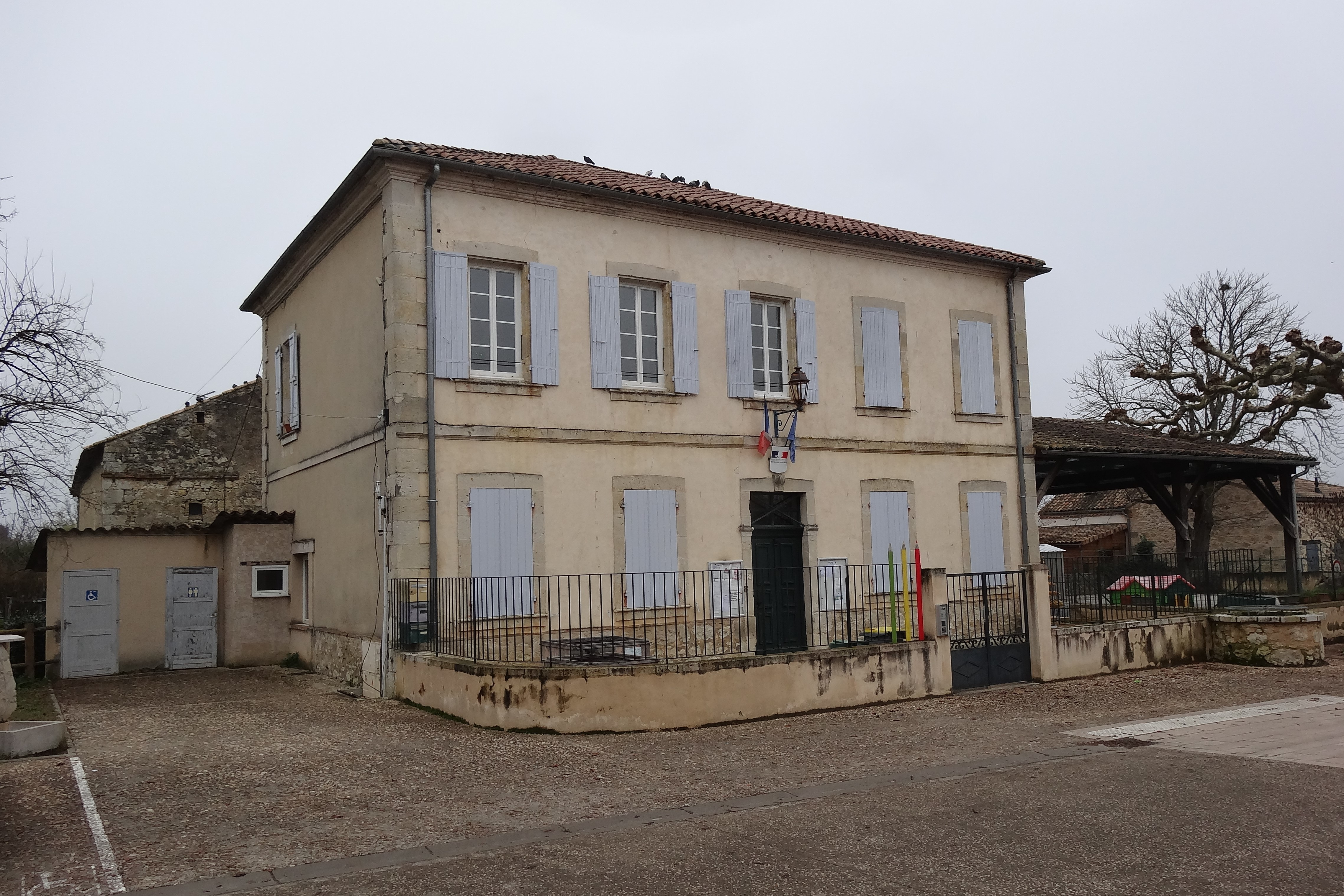
L'école de Saint-Antoine.

## Politique et administration

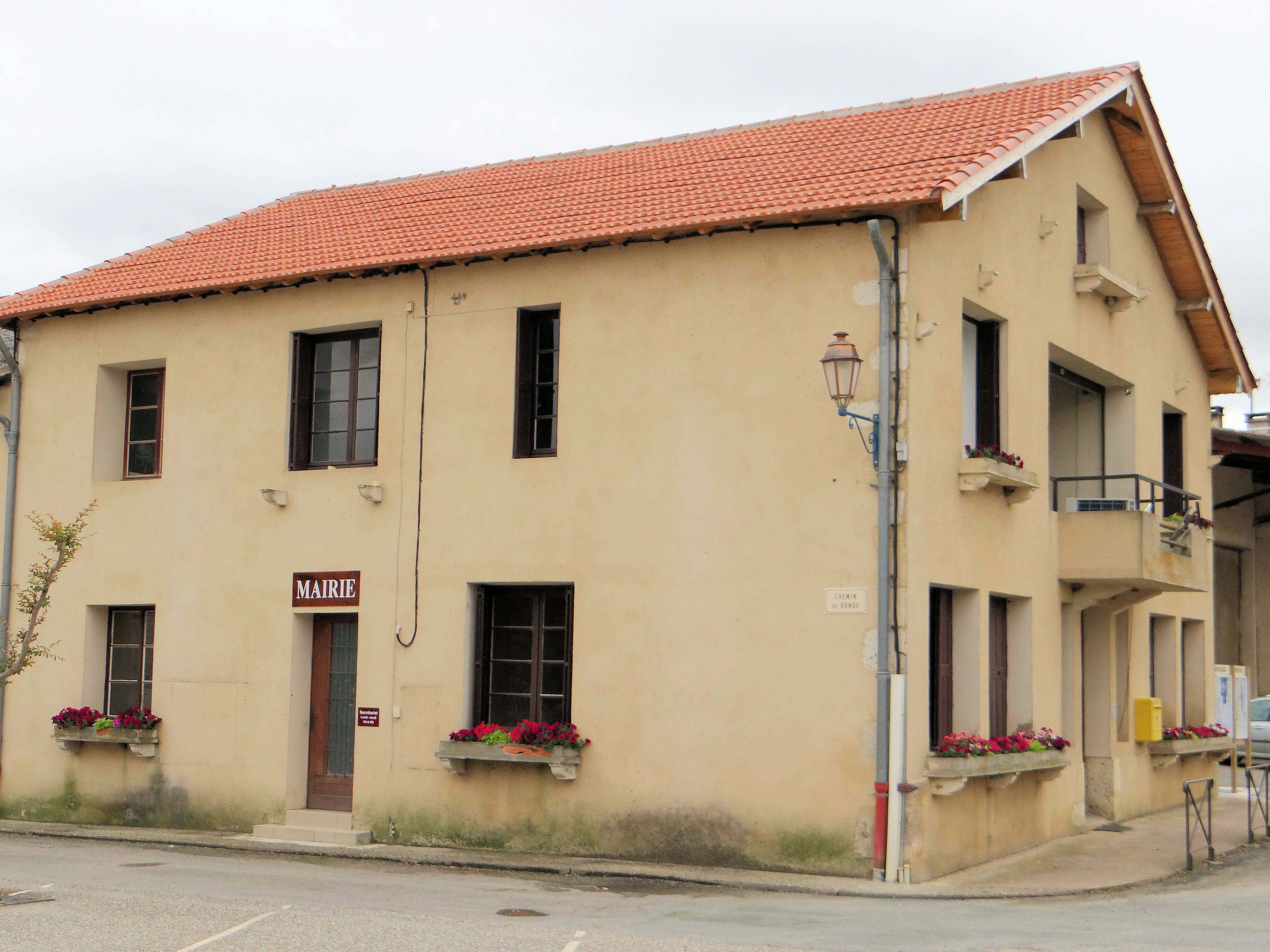
La mairie en 2013...

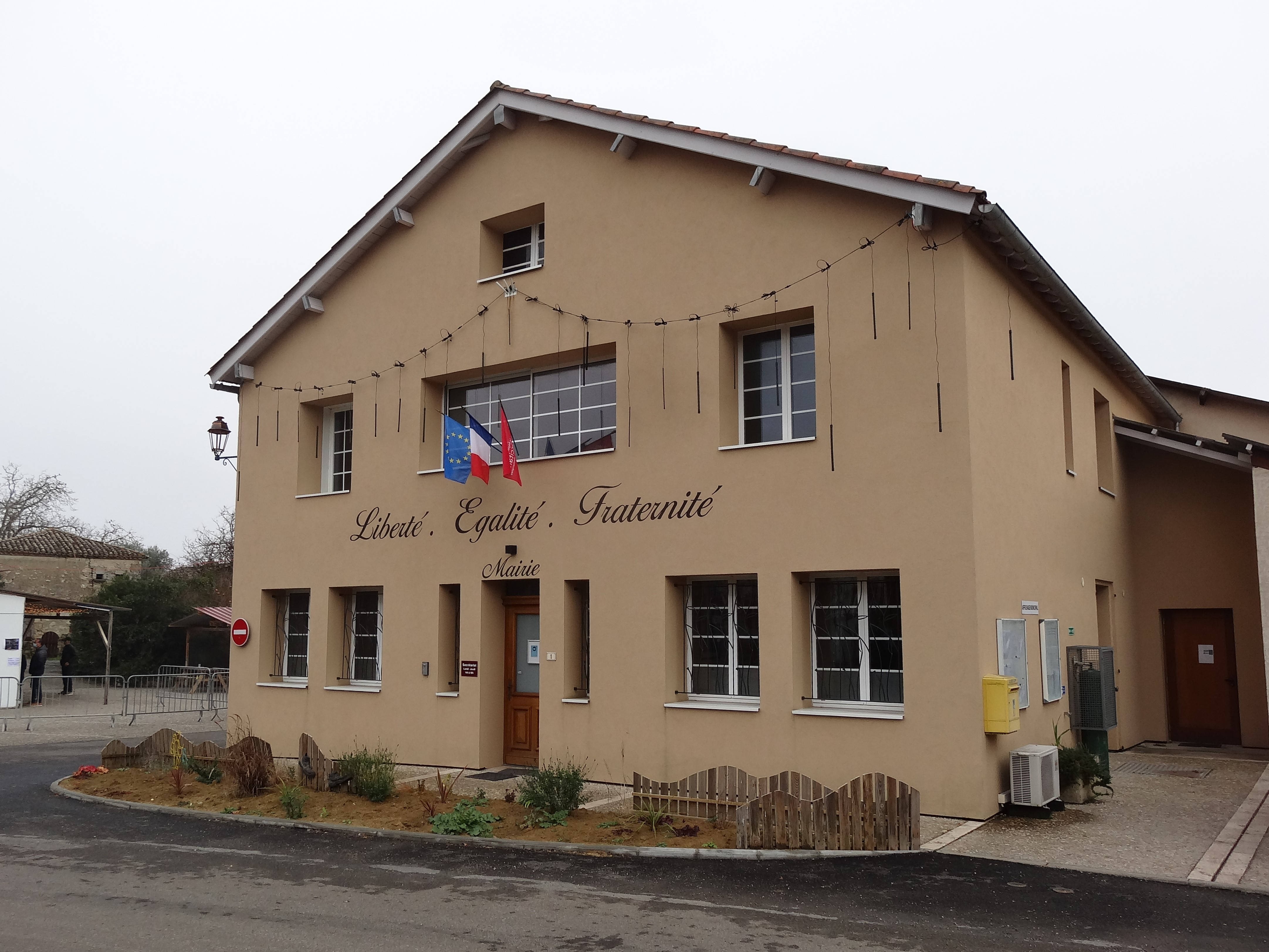
.. et en 2021 après des rénovations.

### Liste des maires
| Période                                  | Période  | Identité   | Étiquette | Qualité |
| ---------------------------------------- | -------- | ---------- | --------- | ------- |
| mars 1977                                | En cours | Jean Dupuy |           |         |
| Les données manquantes sont à compléter. |          |            |           |         |

## Population et société

### Démographie
L'évolution du nombre d'habitants est connue à travers les recensements de la population effectués dans la commune depuis 1793. Pour les communes de moins de 10 000 habitants, une enquête de recensement portant sur toute la population est réalisée tous les cinq ans, les populations de référence des années intermédiaires étant quant à elles estimées par interpolation ou extrapolation. Pour la commune, le premier recensement exhaustif entrant dans le cadre du nouveau dispositif a été réalisé en 2008.

En 2022, la commune comptait 192 habitants, en évolution de −5,88 % par rapport à 2016 (Gers : +1,04 %, France hors Mayotte : +2,11 %).
| 1793 | 1800 | 1806 | 1821 | 1831 | 1841 | 1846 | 1851 | 1856 |
| ---- | ---- | ---- | ---- | ---- | ---- | ---- | ---- | ---- |
| 349  | 458  | 509  | 500  | 483  | 475  | 451  | 414  | 427  |

| 1861 | 1866 | 1872 | 1876 | 1881 | 1886 | 1891 | 1896 | 1901 |
| ---- | ---- | ---- | ---- | ---- | ---- | ---- | ---- | ---- |
| 400  | 400  | 388  | 393  | 408  | 376  | 316  | 296  | 285  |

| 1906 | 1911 | 1921 | 1926 | 1931 | 1936 | 1946 | 1954 | 1962 |
| ---- | ---- | ---- | ---- | ---- | ---- | ---- | ---- | ---- |
| 272  | 273  | 214  | 214  | 215  | 211  | 212  | 199  | 201  |

| 1968 | 1975 | 1982 | 1990 | 1999 | 2006 | 2008 | 2013 | 2018 |
| ---- | ---- | ---- | ---- | ---- | ---- | ---- | ---- | ---- |
| 190  | 155  | 181  | 166  | 174  | 188  | 194  | 207  | 192  |

| 2022 | - | - | - | - | - | - | - | - |
| ---- | - | - | - | - | - | - | - | - |
| 192  | - | - | - | - | - | - | - | - |

### Manifestations culturelles et festivités
- Fête locale le 1er week-end d’août. Repas traditionnel de la galantine de Volaille.

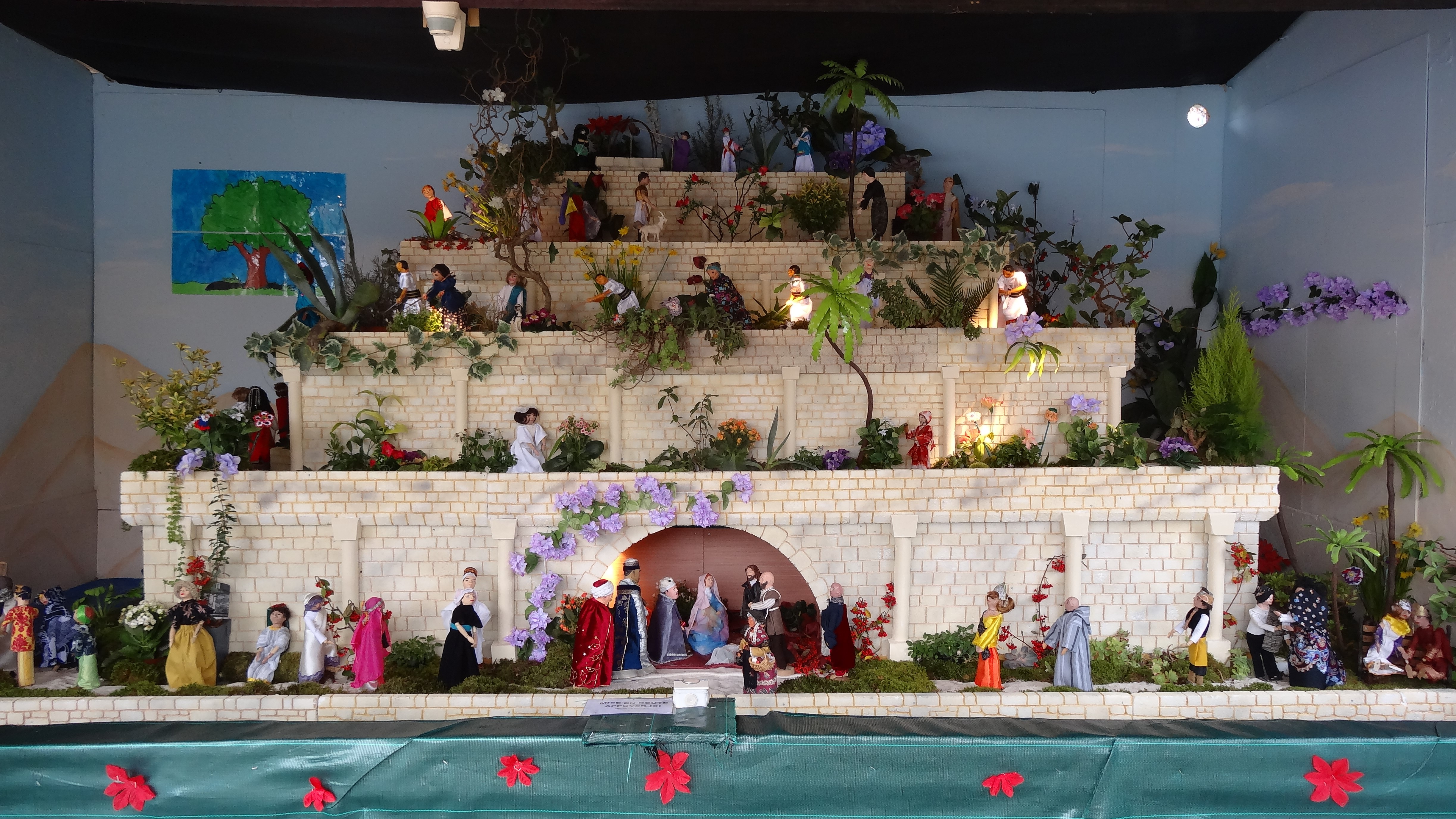
La crèche de Saint-Antoine en décembre 2021.

Saint-Antoine fait partie des huit communes qui participent à la Ronde des Crèches, une manifestation hivernale où chaque village expose une crèche d'après un thème commun qui diffère chaque année.

### Sports
- Course pédestre en juin (inscrite au calendrier national)[réf. nécessaire]

## Économie

### Revenus
En 2018  (données Insee publiées en septembre 2021), la commune compte 81 ménages fiscaux, regroupant 196 personnes. La médiane du revenu disponible par unité de consommation est de 19 940 € (20 820 € dans le département).

### Emploi
|                | 2008  | 2013   | 2018  |
| -------------- | ----- | ------ | ----- |
| Commune        | 9,6 % | 11,8 % | 8,9 % |
| Département    | 6,1 % | 7,5 %  | 8,2 % |
| France entière | 8,3 % | 10 %   | 10 %  |

En 2018, la population âgée de 15 à 64 ans s'élève à 112 personnes, parmi lesquelles on compte 67,9 % d'actifs (58,9 % ayant un emploi et 8,9 % de chômeurs) et 32,1 % d'inactifs,. En  2018, le taux de chômage communal (au sens du recensement) des 15-64 ans est supérieur à celui du département, mais inférieur à celui de la France, alors qu'il était supérieur à celui de la France en 2008.
La commune fait partie de la couronne de l'aire d'attraction d'Agen, du fait qu'au moins 15 % des actifs travaillent dans le pôle,. Elle compte 12 emplois en 2018, contre 26 en 2013 et 27 en 2008. Le nombre d'actifs ayant un emploi résidant dans la commune est de 67, soit un indicateur de concentration d'emploi de 18,2 % et un taux d'activité parmi les 15 ans ou plus de 48,1 %.
Sur ces 67 actifs de 15 ans ou plus ayant un emploi, 9 travaillent dans la commune, soit 13 % des habitants. Pour se rendre au travail, 83,6 % des habitants utilisent un véhicule personnel ou de fonction à quatre roues, 3 % les transports en commun, 3 % s'y rendent en deux-roues, à vélo ou à pied et 10,4 % n'ont pas besoin de transport (travail au domicile).

### Activités hors agriculture
11 établissements sont implantés  à Saint-Antoine au 31 décembre 2019.
Le secteur du commerce de gros et de détail, des transports, de l'hébergement et de la restauration est prépondérant sur la commune puisqu'il représente 36,4 % du nombre total d'établissements de la commune (4 sur les 11 entreprises implantées  à Saint-Antoine), contre 27,7 % au niveau départemental.

### Agriculture
La commune est dans la Lomagne, une petite région agricole occupant le nord-est du département du Gers. En 2020, l'orientation technico-économique de l'agriculture  sur la commune est la culture de céréales et/ou d'oléoprotéagineuses.
|               | 1988 | 2000 | 2010 | 2020 |
| ------------- | ---- | ---- | ---- | ---- |
| Exploitations | 20   | 9    | 7    | 11   |
| SAU (ha)      | 569  | 466  | 467  | 620  |

Le nombre d'exploitations agricoles en activité et ayant leur siège dans la commune est passé de 20 lors du recensement agricole de 1988  à 9 en 2000 puis à 7 en 2010 et enfin à 11 en 2020, soit une baisse de 45 % en 32 ans. Le même mouvement est observé à l'échelle du département qui a perdu pendant cette période 51 % de ses exploitations,. La surface agricole utilisée sur la commune a quant à elle augmenté, passant de 569 ha en 1988 à 620 ha en 2020. Parallèlement la surface agricole utilisée moyenne par exploitation a augmenté, passant de 28 à 56 ha.

## Culture locale et patrimoine

### Lieux et monuments
- L'église de Saint-Antoine porte le « T » (« tau ») des Antonins sur ses clefs de voûte et possède un reliquaire du saint en forme de bras. Sa porte d'influence mozarabe à trois voussures romanes reposant sur chapiteaux et colonnettes, le tympan est découpé en quatre lobes outrepassés. L'église a été inscrite au titre des monuments historiques en 1963[34],[35],[36].

L'église Saint-Antoine
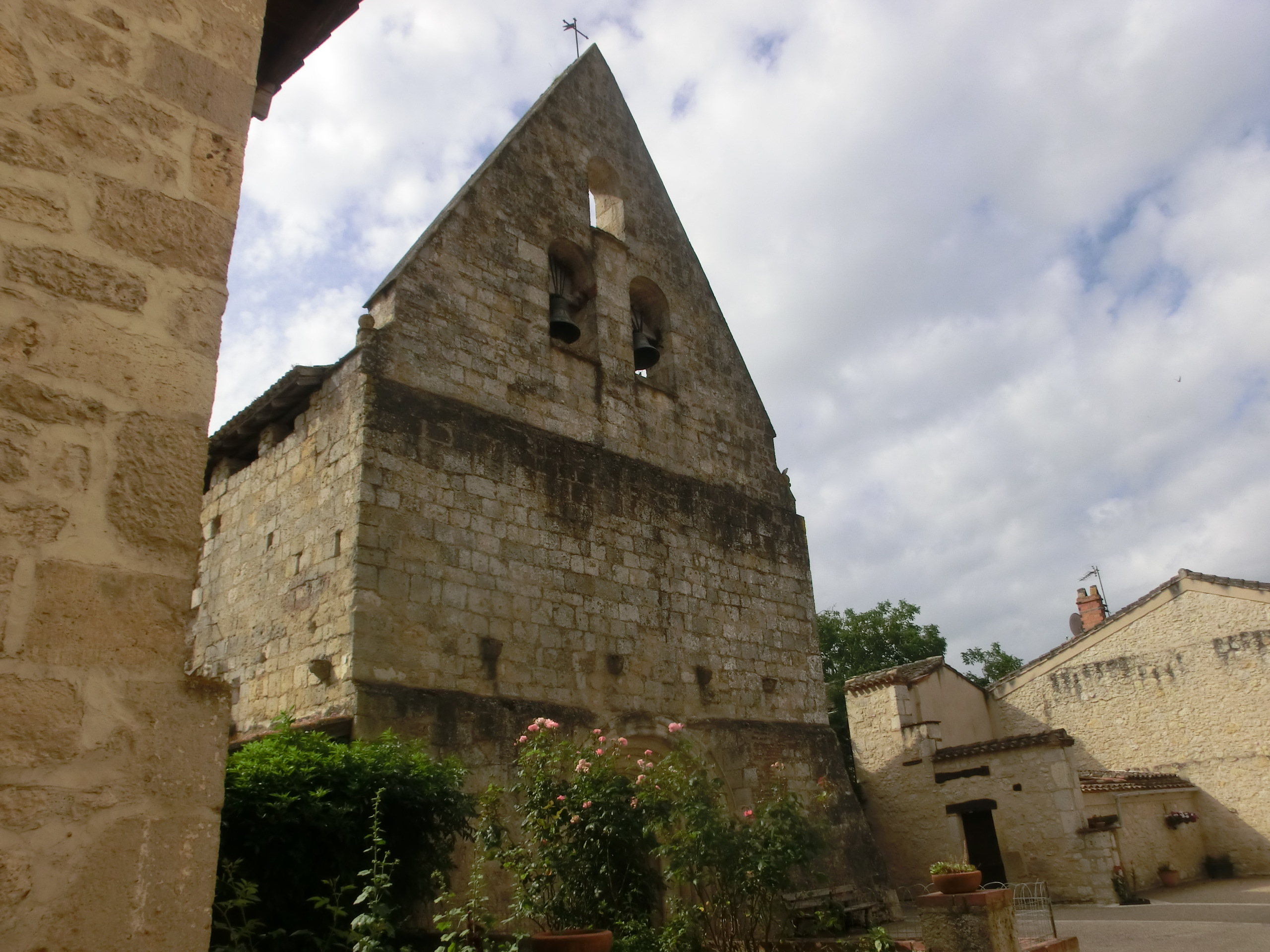
L'église et son clocher-mur.
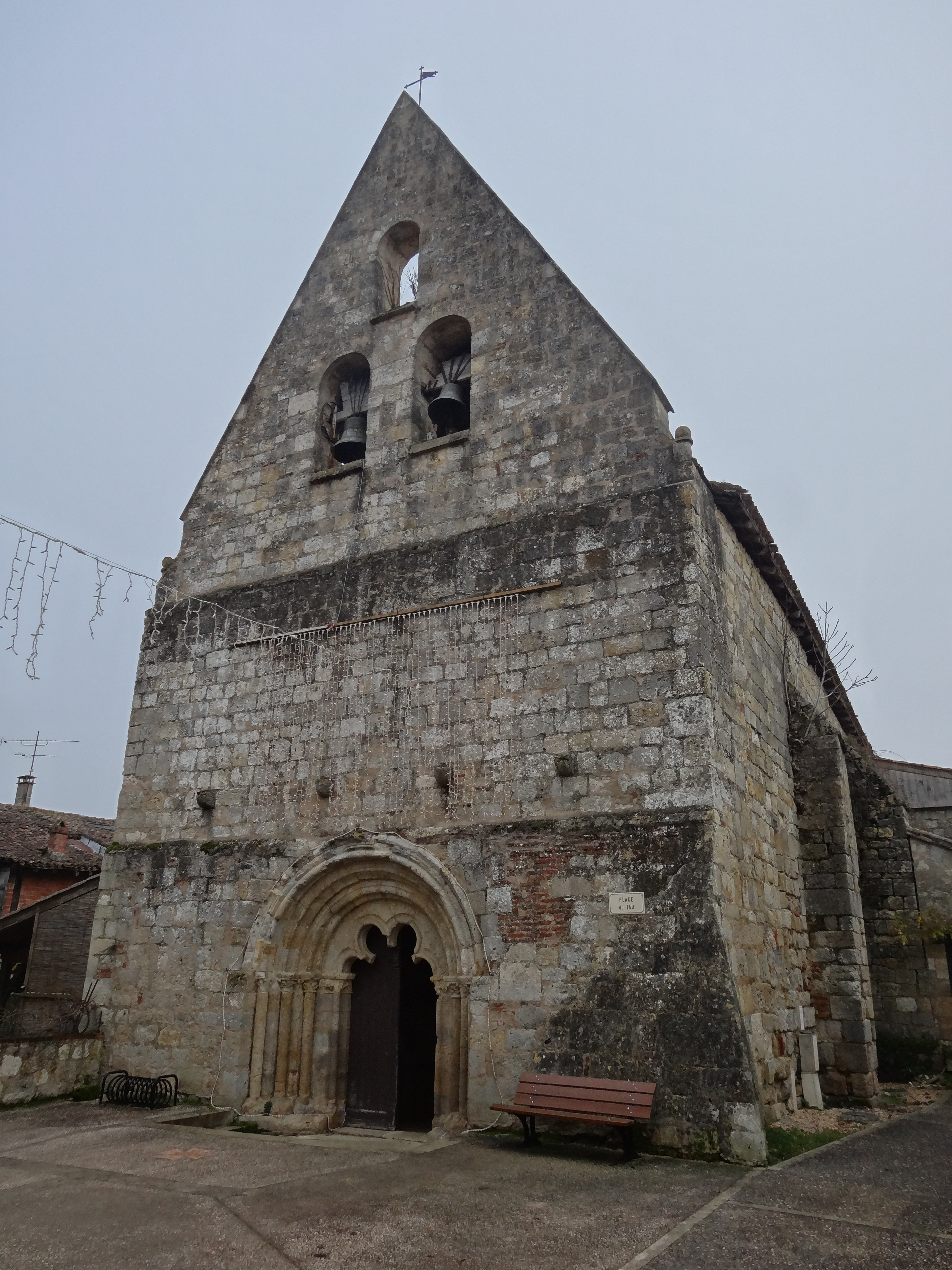
Vue opposée avec les contreforts.
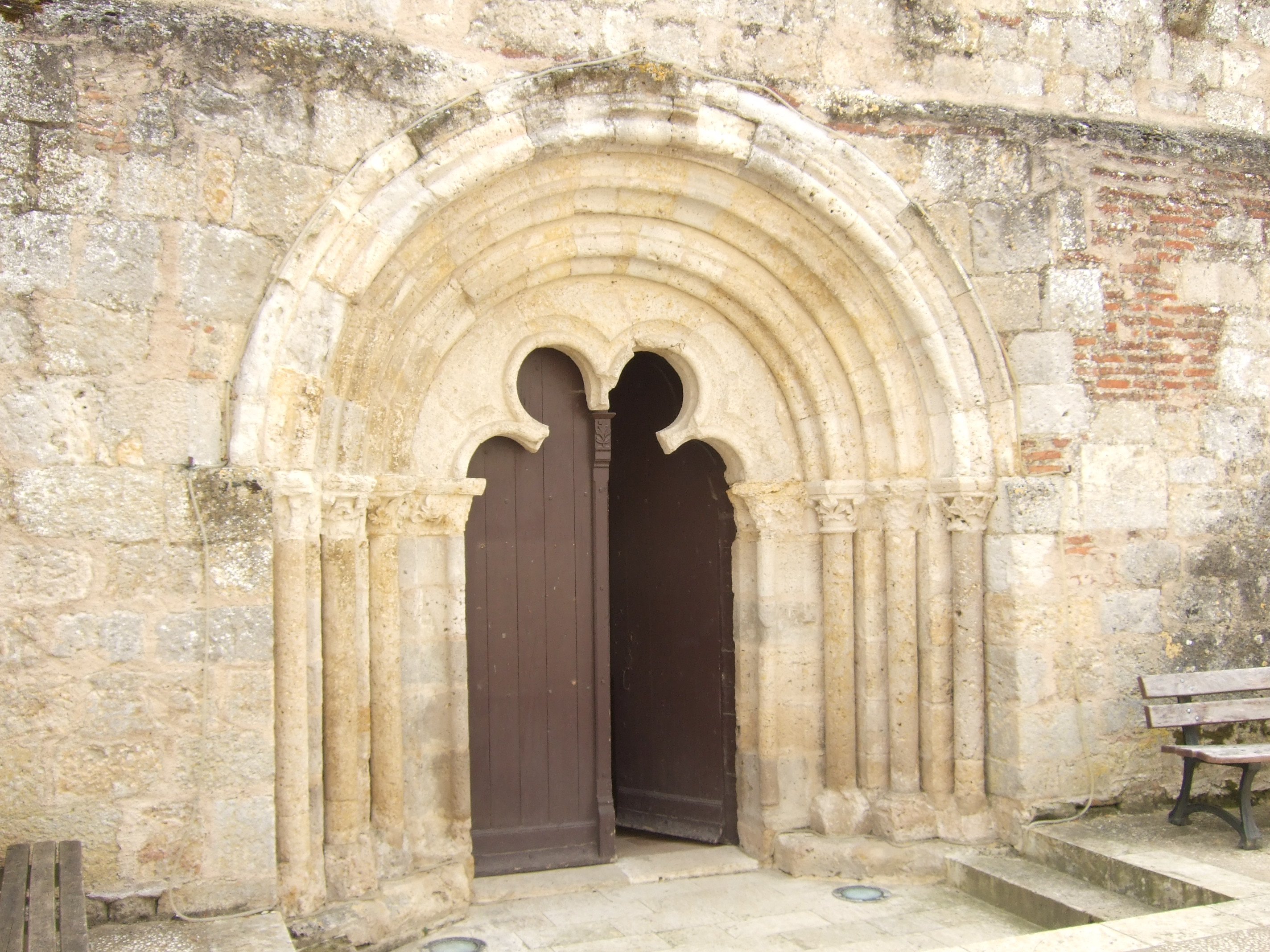
Le portail.
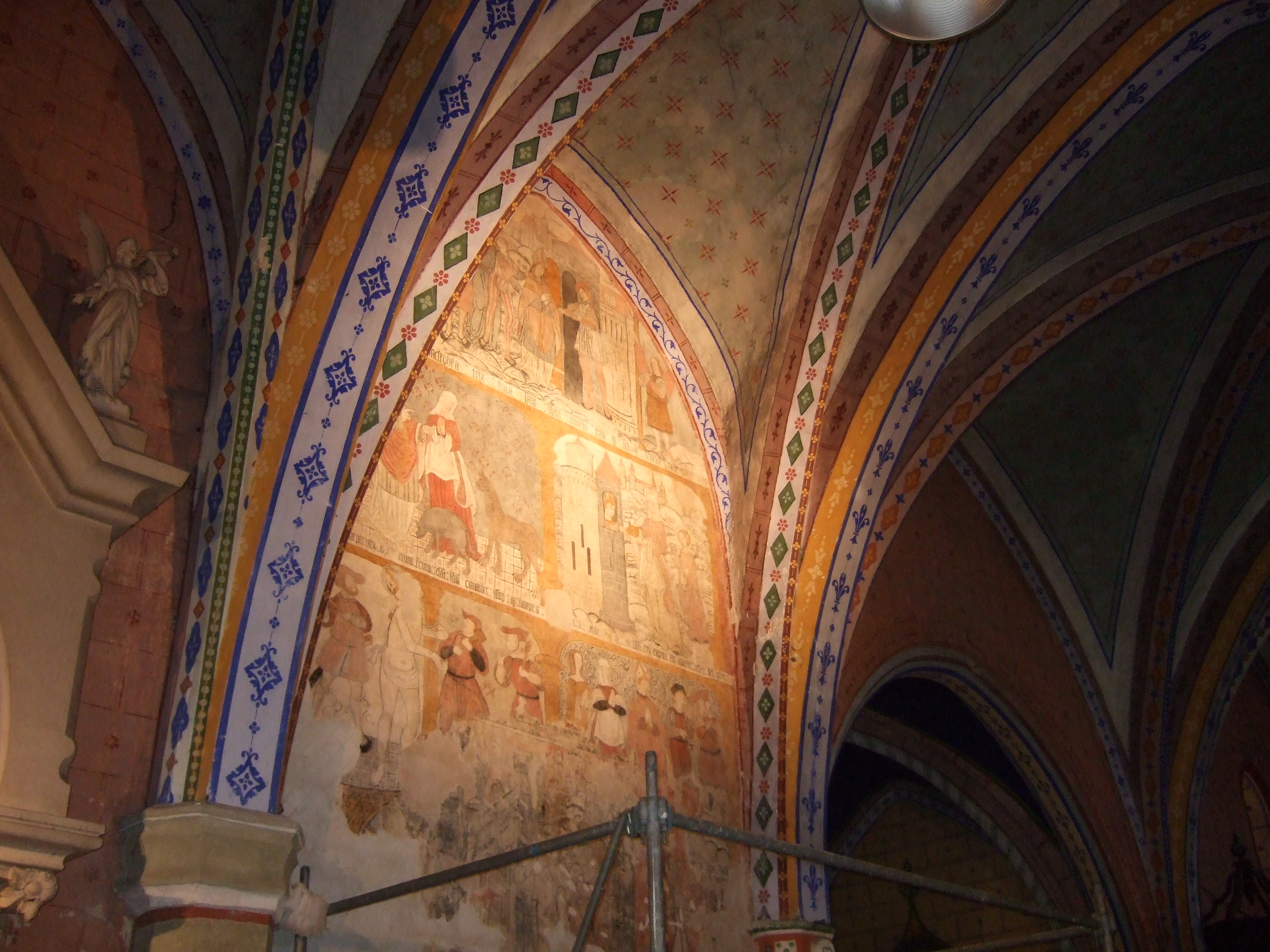
Peintures murales des XIX et XV siècles.
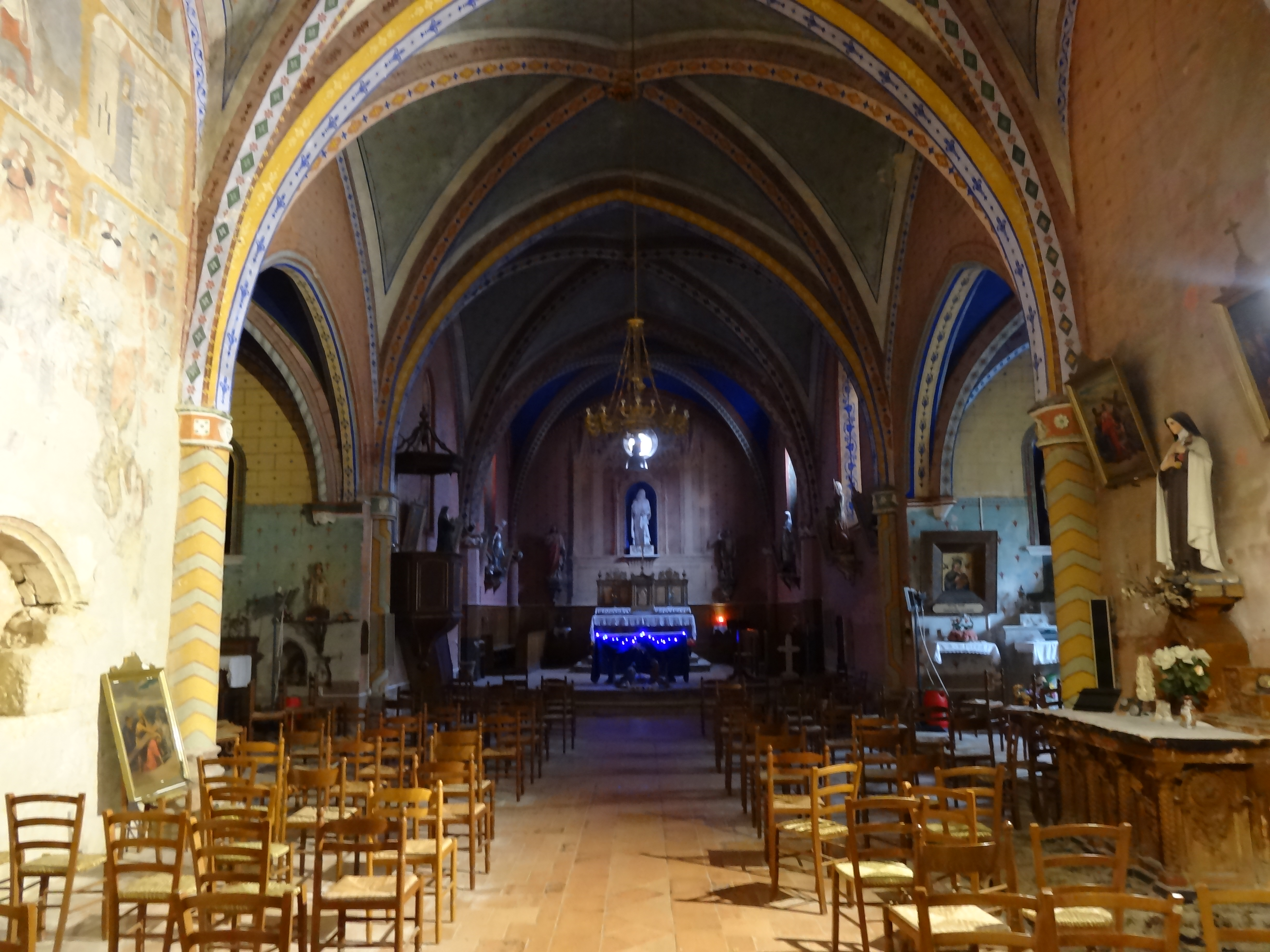
La nef et le chœur.
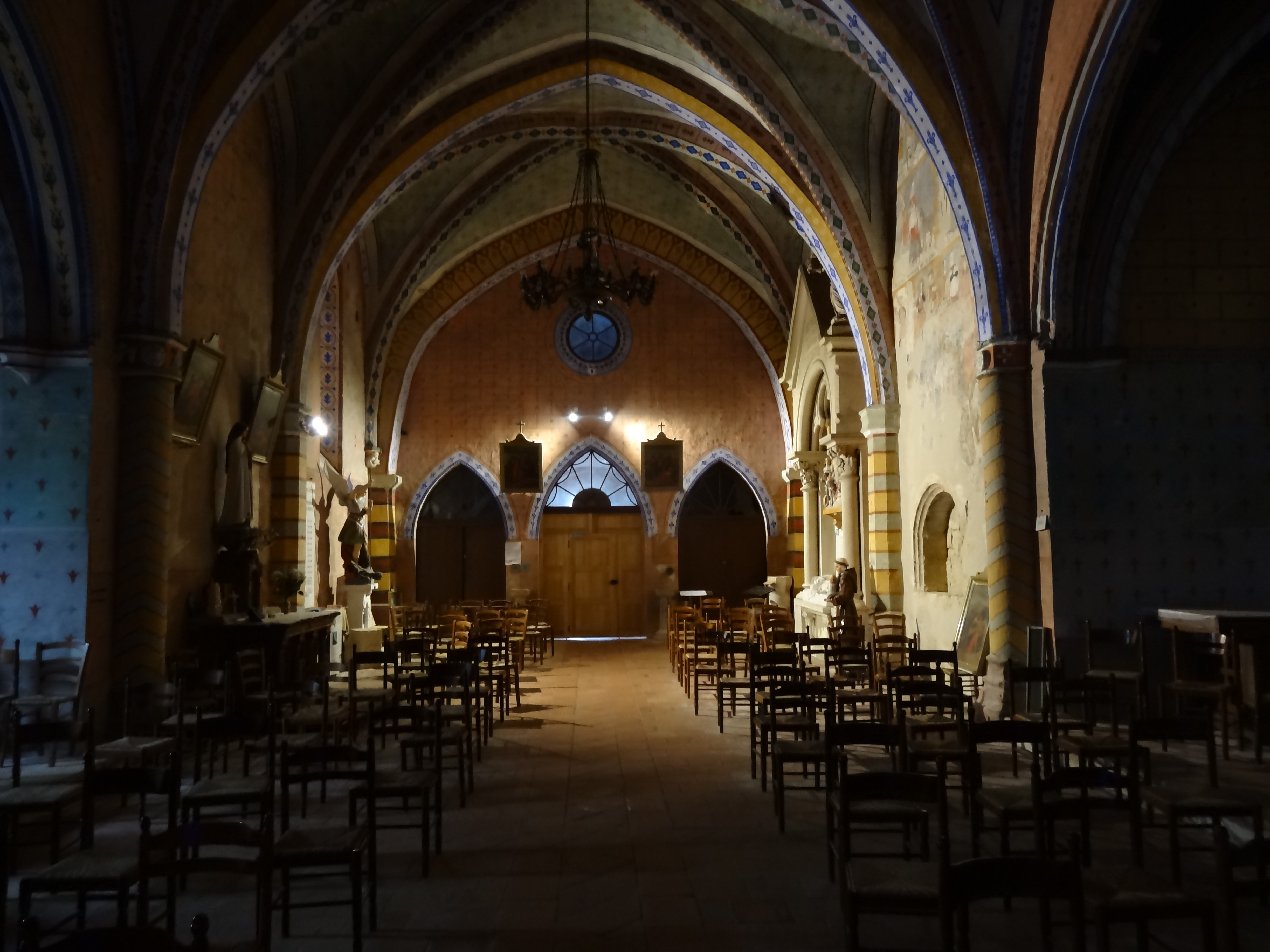
La nef vue du chœur.
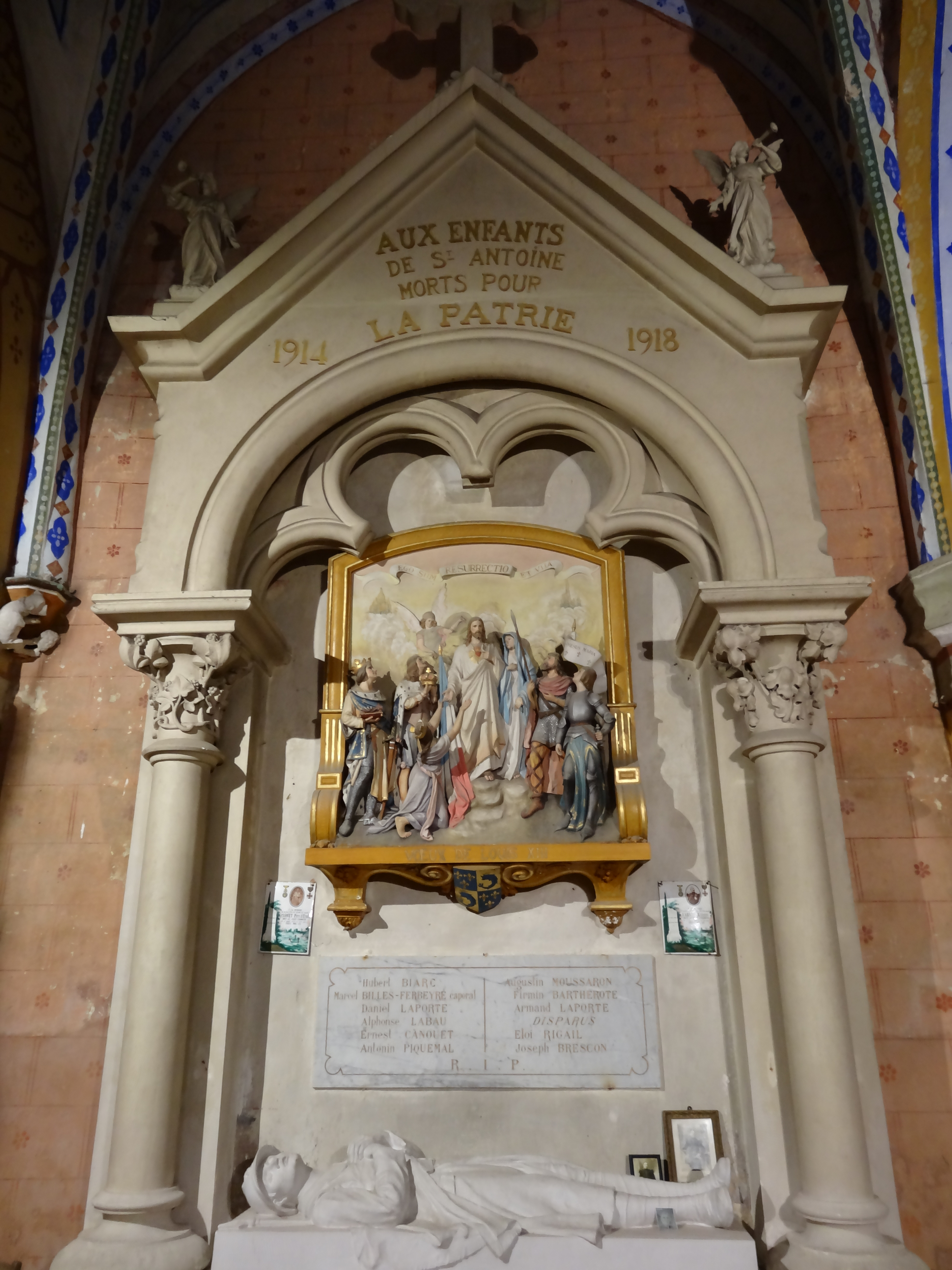
Beau monument aux morts de l’église.

- La commanderie de Saint-Antoine inscrite au titre des monuments historiques en 1972[37].
- La porte fortifiée nord datant probablement de la fin du XIIIe siècle[38].

La porte fortifiée nord
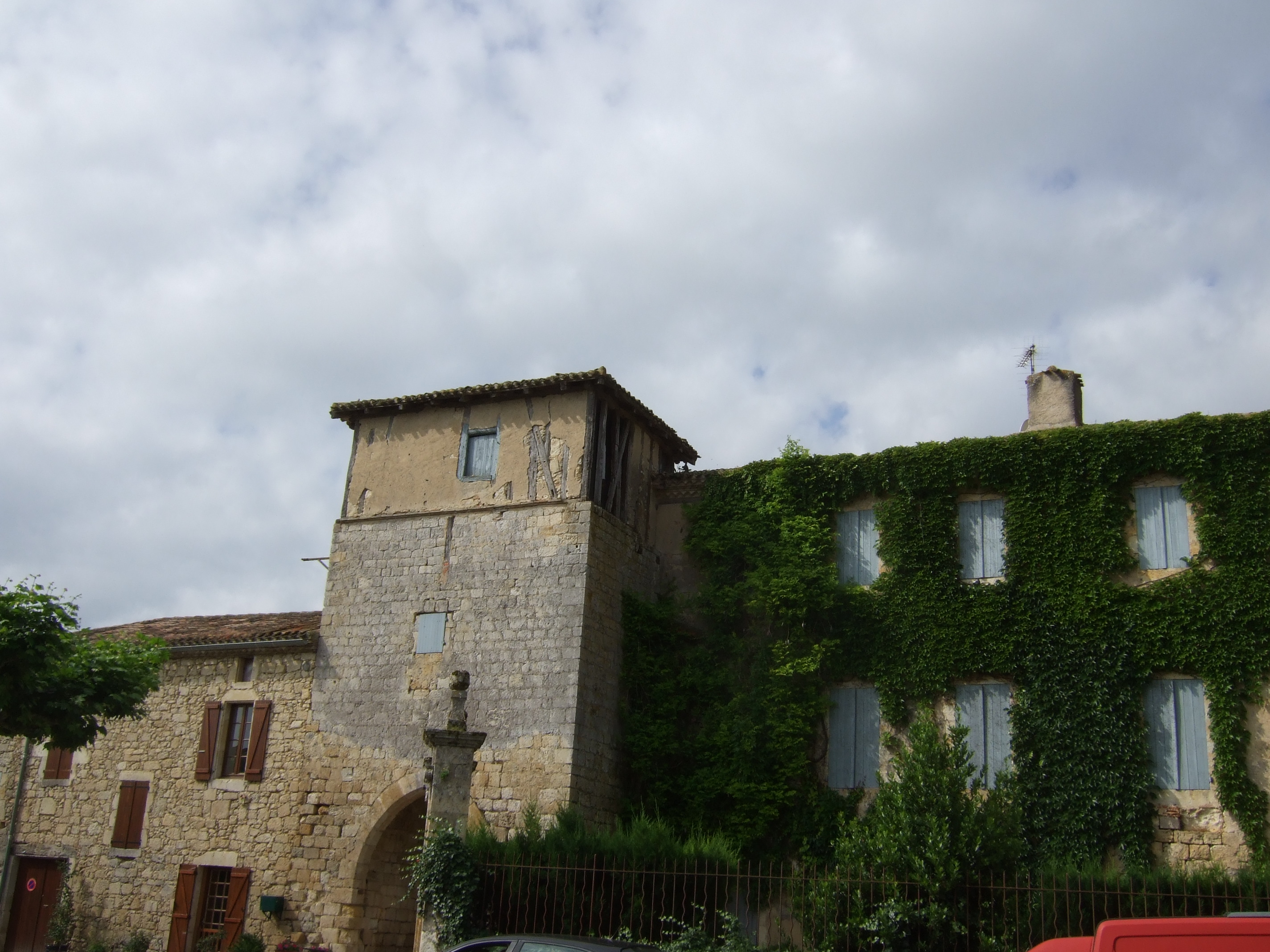
La tour-porte est associée à la commanderie.
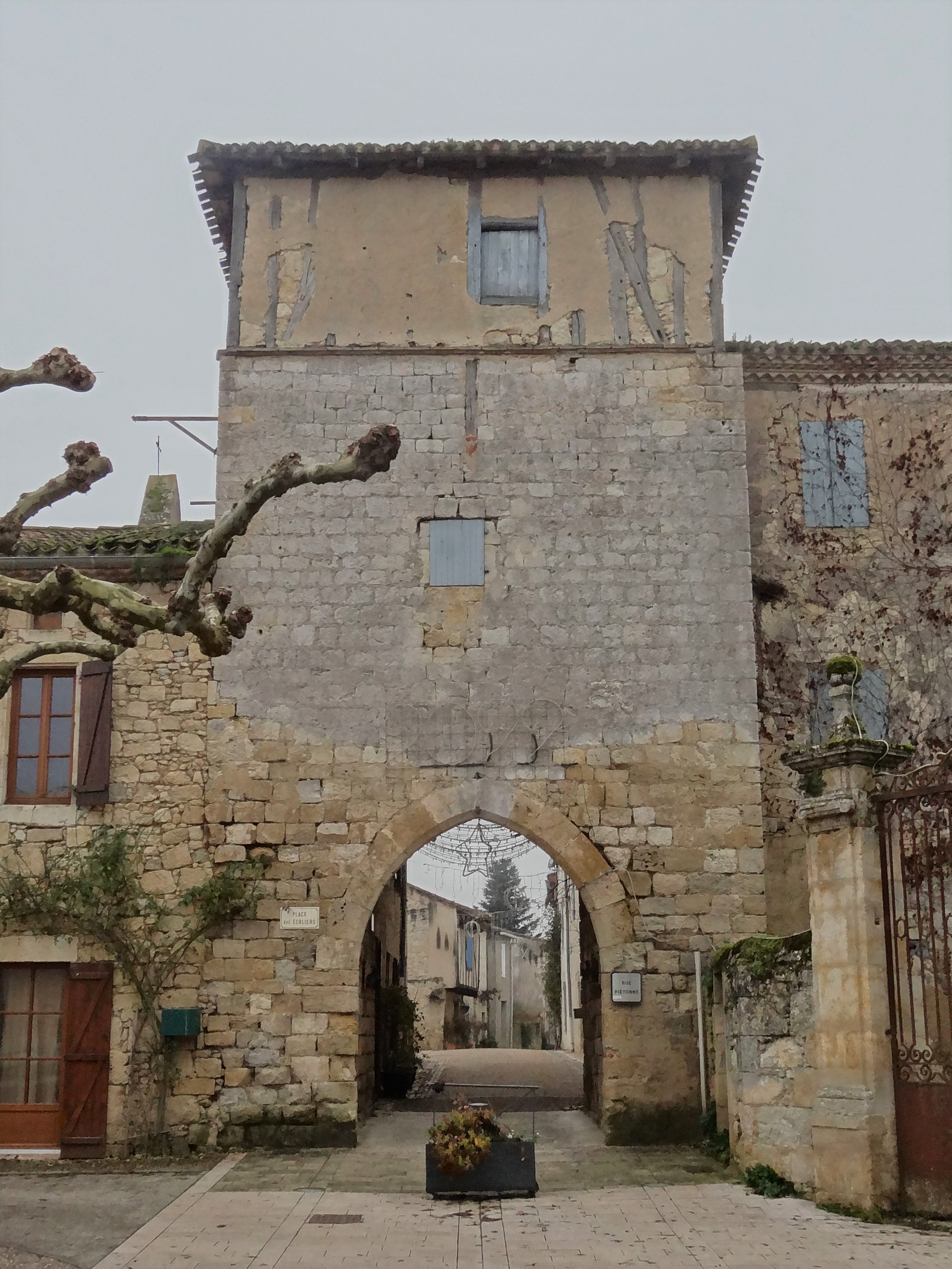
La tour-porte.
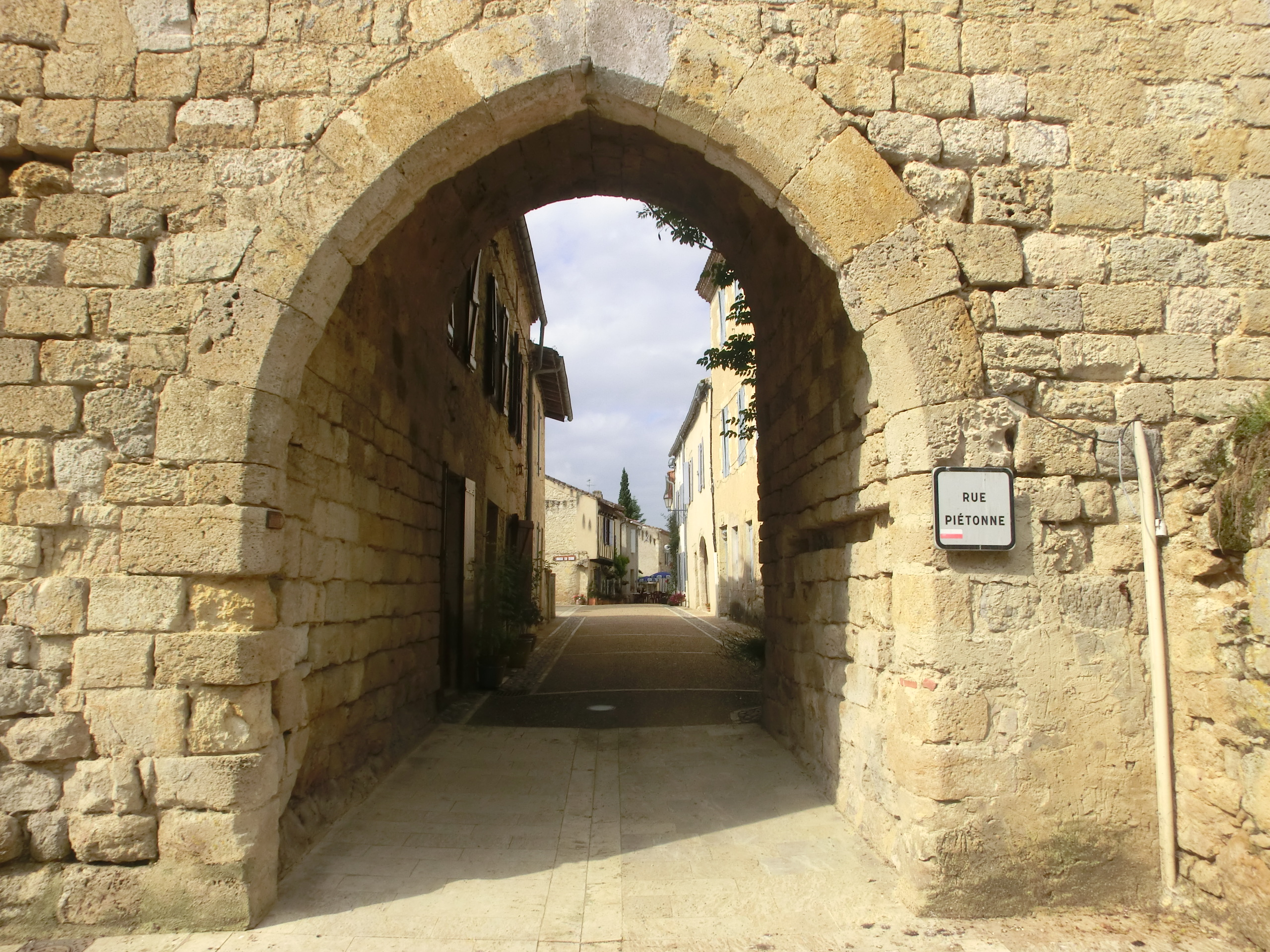
La porte et la rue centrale.

Autres lieux et monuments
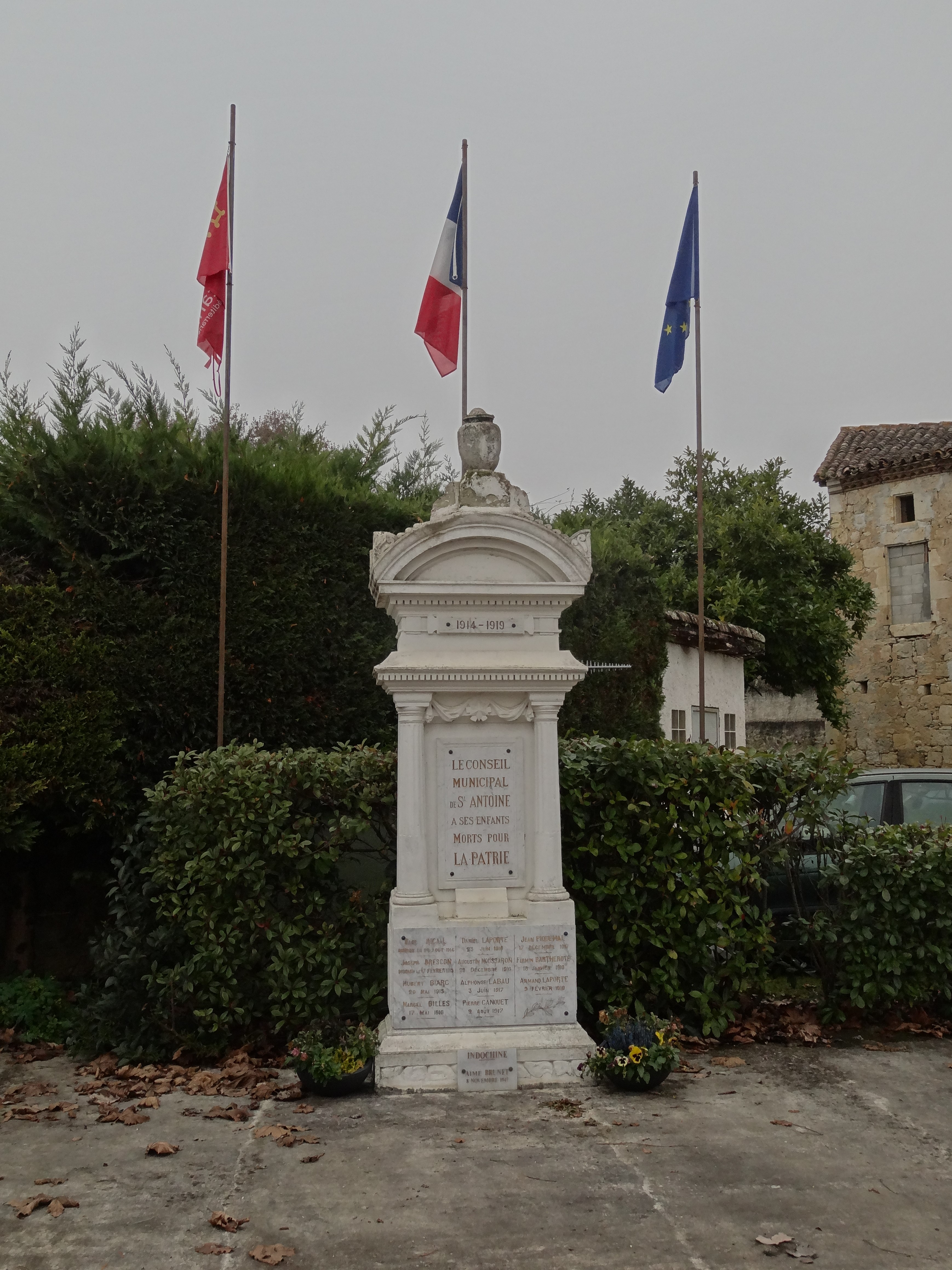
Le monument aux morts.
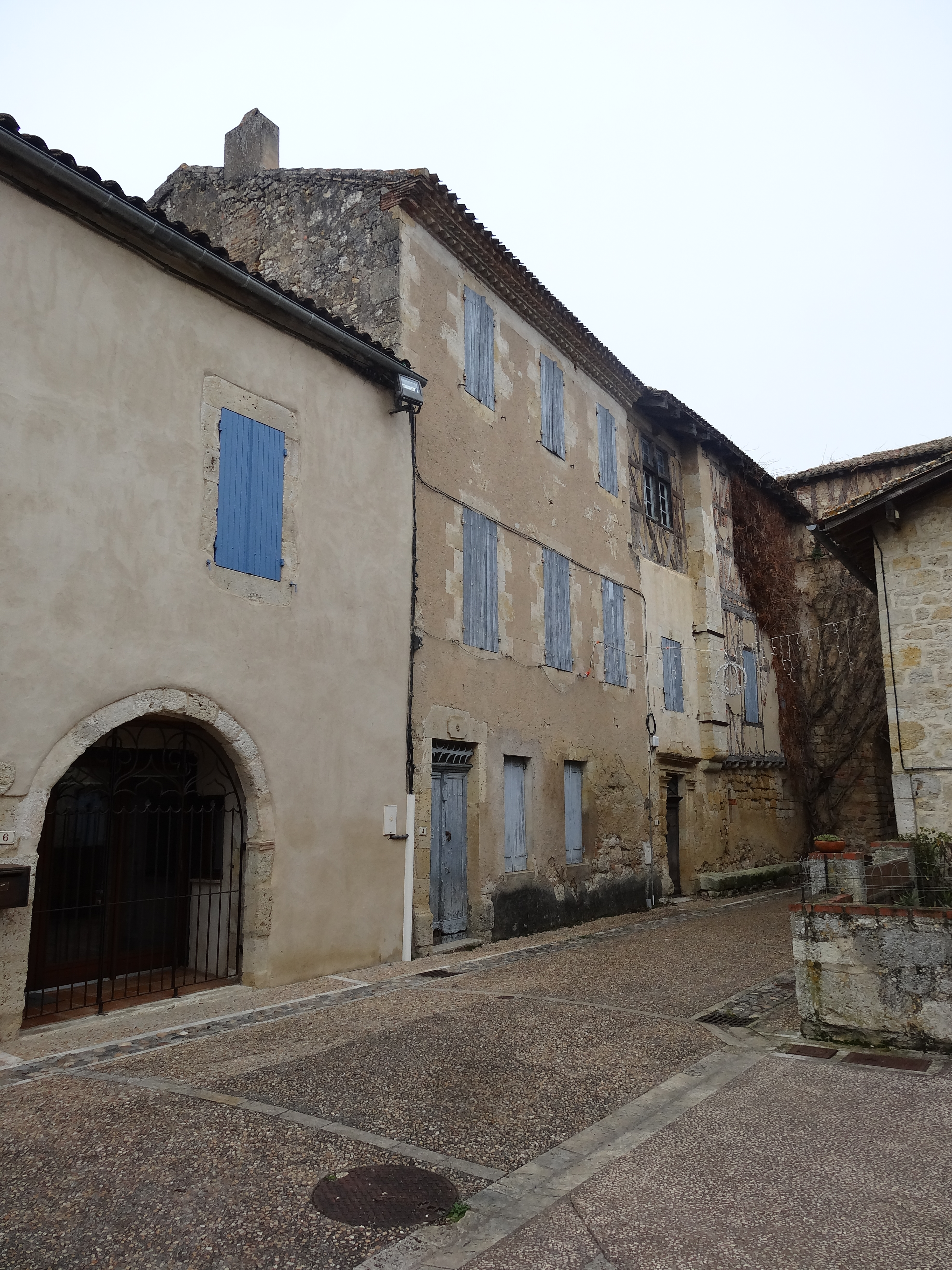
Maisons du village.
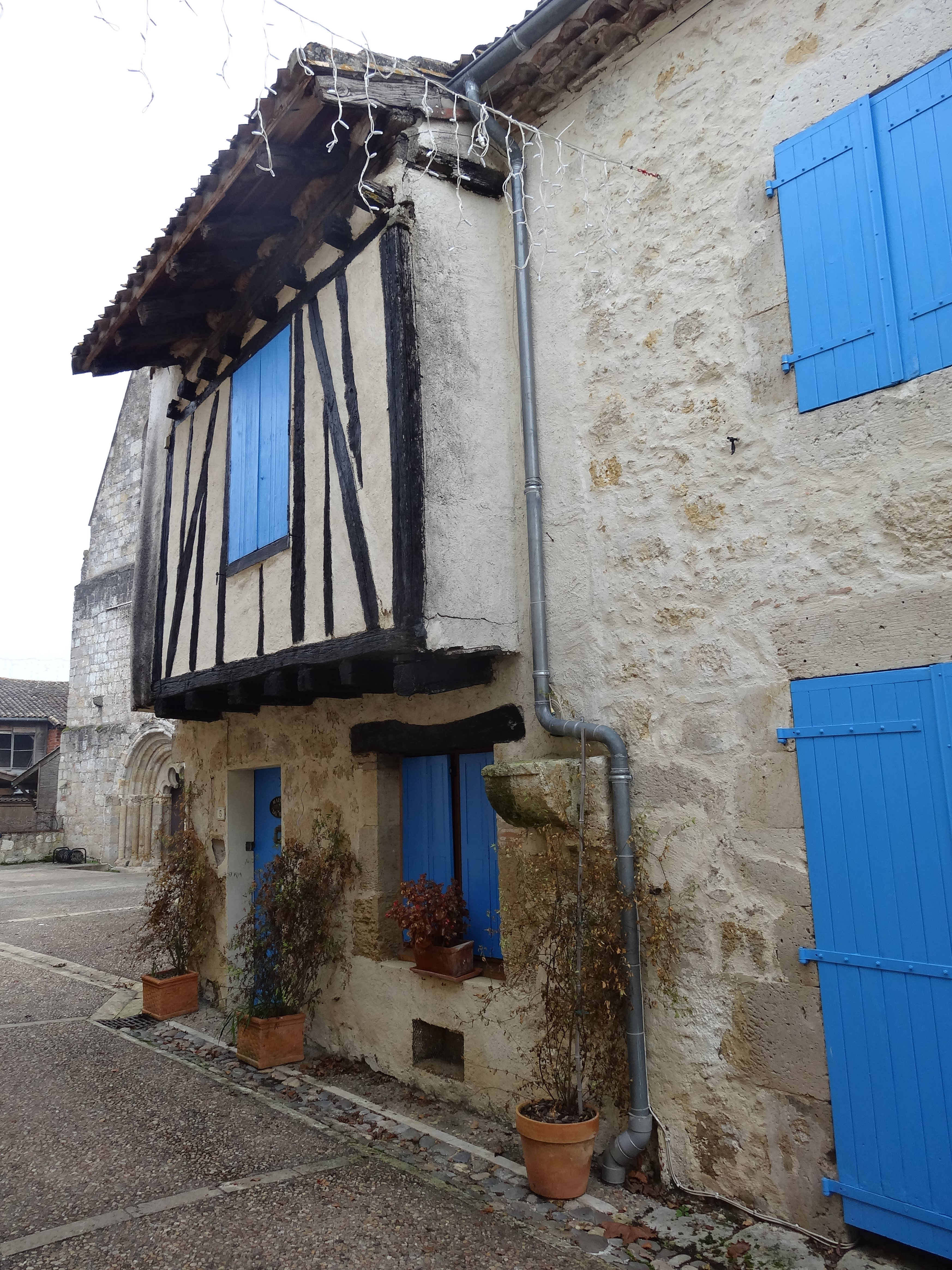
Maison à colombages et à encorbellement.
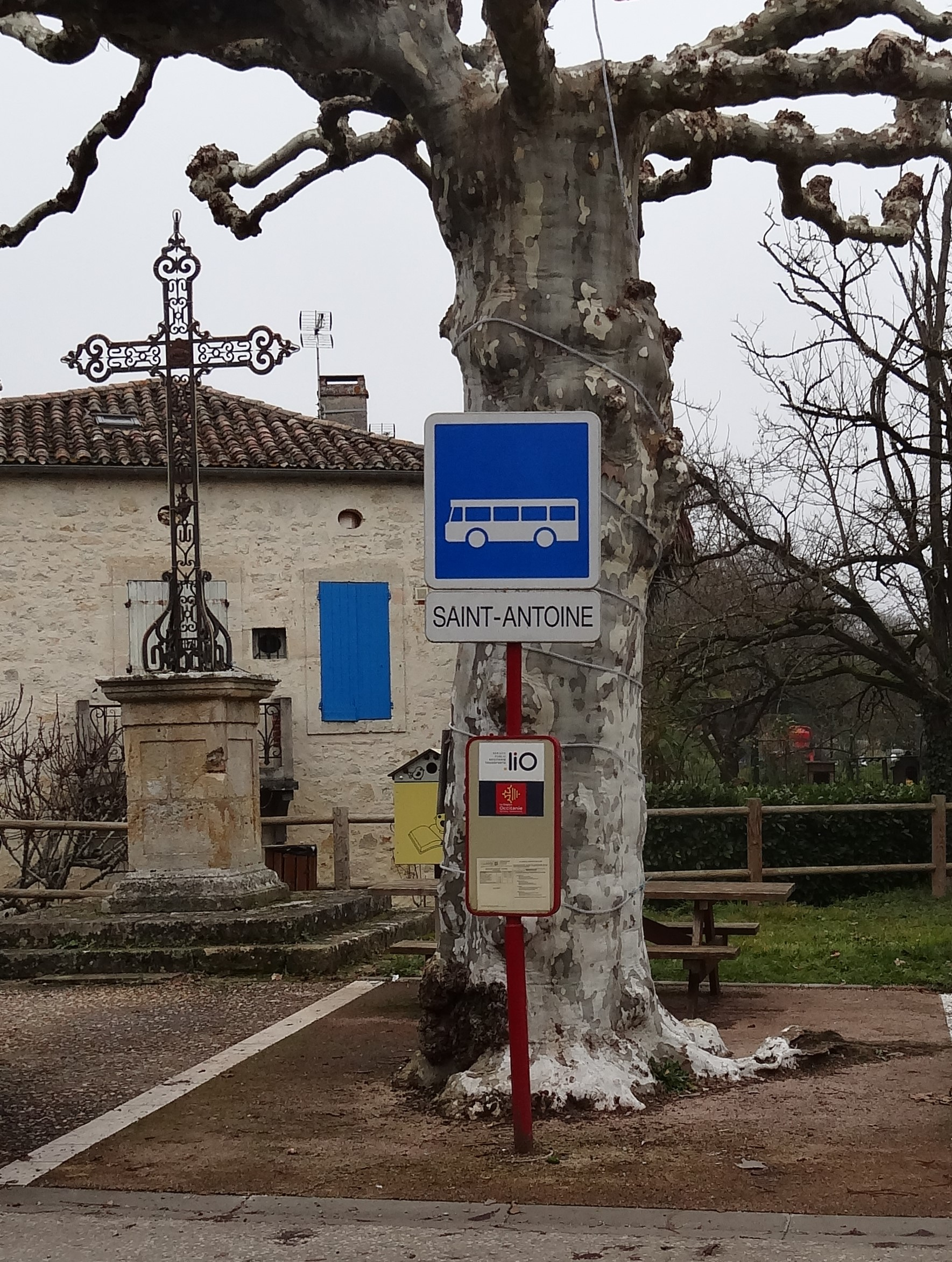
Arrêt de bus et croix.
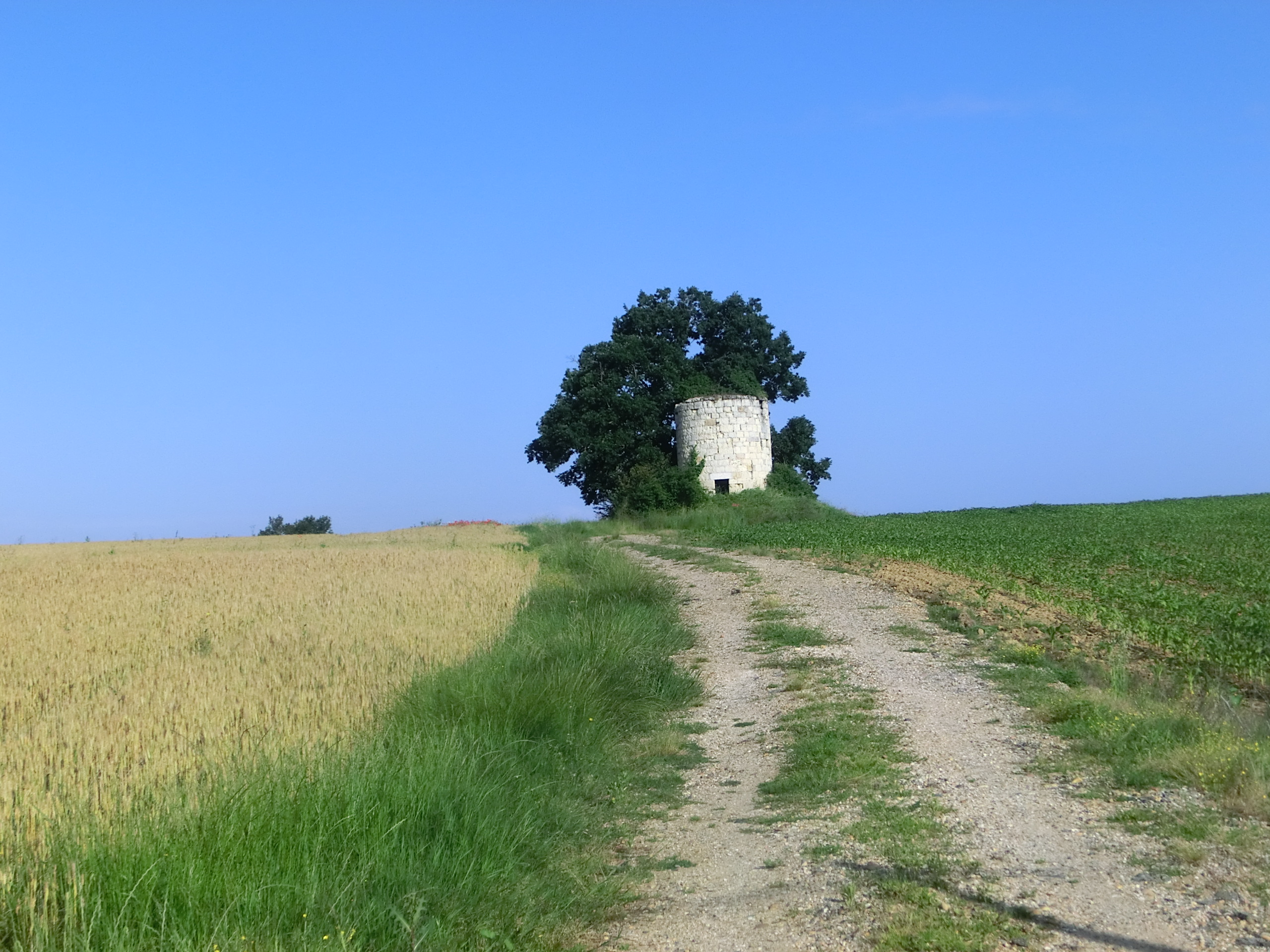
Ruines d'un moulin.

### Personnalités liées à la commune
- Roland Bierge (1922-1991) : peintre français mort à Saint-Antoine.

### Héraldique
| Saint-Antoine | Son blasonnement est : D'azur à un tau (ou croix de saint Antoine) d'or surmonté d'une croix pattée cousue de gueules accostée de deux coquilles Saint-Jacques versées d'argent. |